# Cortes de Madrid (1329)

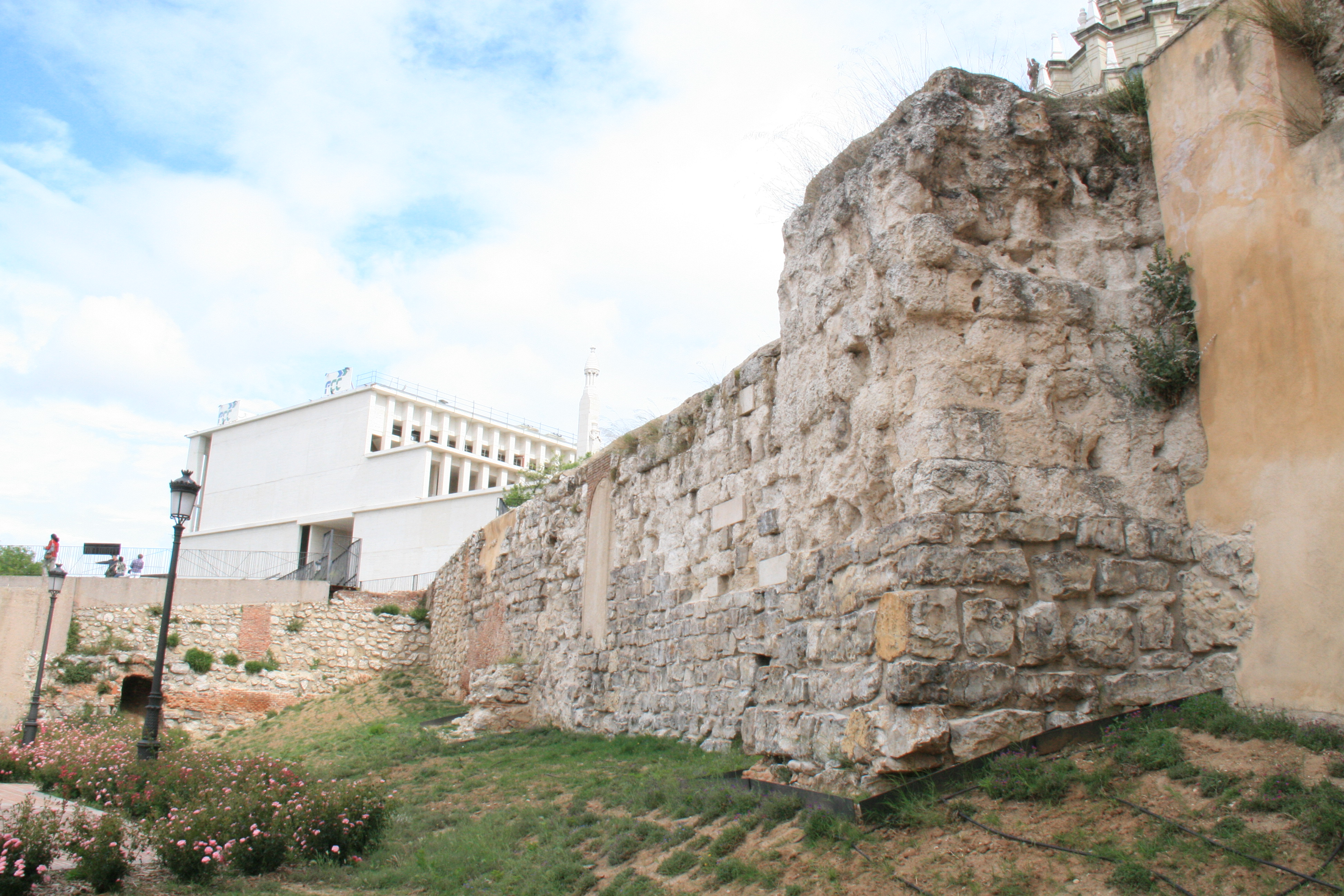
Muralla musulmana de Madrid.

Cortes de Madrid de 1329. Cortes del reino de Castilla celebradas en la ciudad de Madrid en el año 1329, durante el reinado de Alfonso XI de Castilla. Fueron convocadas a fin de reorganizar la Casa del Rey, poner orden en los asuntos del reino, y conseguir los fondos necesarios para poder hacer la guerra a los musulmanes del reino nazarí de Granada. El ordenamiento de las Cortes de 1329 demuestra, en opinión de diversos autores, que la situación del reino apenas había mejorado desde las Cortes de Valladolid de 1325, ya que volvieron a plantearse nuevamente los problemas que afectaban a Castilla desde la muerte de Fernando IV, padre de Alfonso XI, aunque los mismos autores destacan que la reorganización de la administración de justicia emprendida por Alfonso XI en estas Cortes comenzó a dar resultados positivos.
El ordenamiento de las Cortes de Madrid de 1329, compuesto por noventa peticiones con sus correspondientes respuestas, es uno de los más extensos del reinado de Alfonso XI, y solamente es superado por el de las Cortes de Valladolid de 1322, que cuenta con ciento cinco peticiones, y por el célebre Ordenamiento de Alcalá de 1348, compuesto por ciento treinta y una peticiones.

## Las Cortes de Madrid de 1329

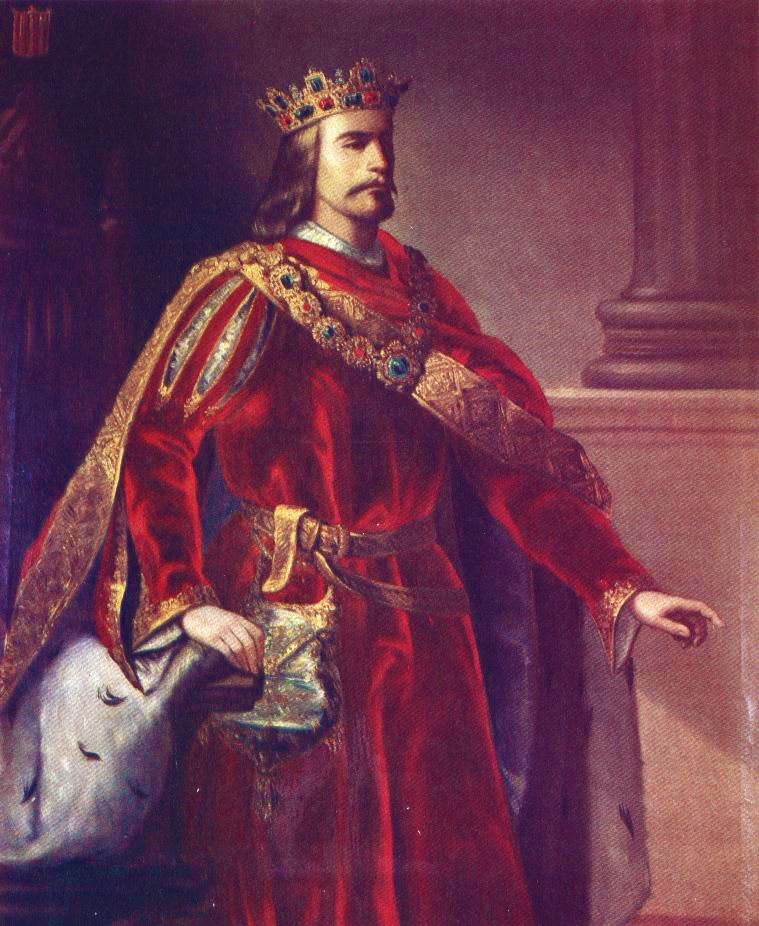
Retrato imaginario de Alfonso IV de Aragón, de Manuel Aguirre y Monsalbe. Ca. 1851-1854. (Diputación Provincial de Zaragoza).

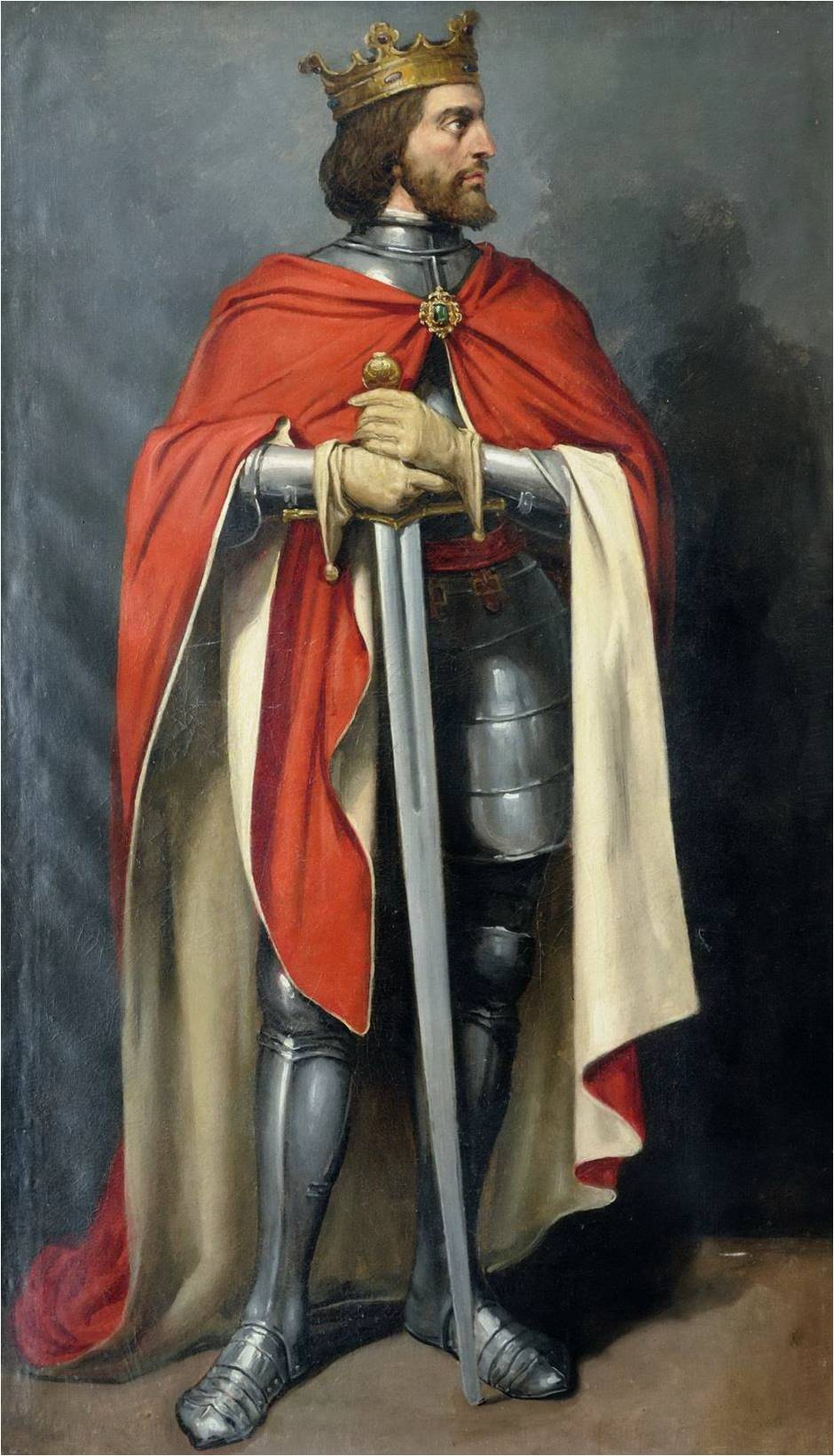
Retrato imaginario de Alfonso XI de Castilla. José María Rodríguez de Losada. (Ayuntamiento de León).

Algunos autores consideran que, además de ser las primeras Cortes generales del reinado de Alfonso XI, fueron las primeras celebradas en Madrid, pues afirman que las Cortes de Madrid de 1309, consideradas por otros las primeras celebradas en dicha ciudad, fueron solamente un Ayuntamiento parcial, aunque otros autores desmienten esta afirmación, basándose en que la Crónica de Fernando IV señala que a las Cortes de Madrid de 1309, cuyo ordenamiento se desconoce, asistieron numerosos nobles y prelados y los representantes de las villas y ciudades del reino.
El día 5 de febrero de 1329, antes de que se reunieran las Cortes en Madrid, Alfonso XI asistió a la boda de su hermana, la infanta Leonor de Castilla, con Alfonso IV de Aragón, que tuvo lugar en la iglesia de San Francisco de Tarazona. Mientras estaba en dicha ciudad, Alfonso XI firmó un tratado con Alfonso IV de Aragón, que también consignaron los embajadores del rey Alfonso IV de Portugal, por el que dichos monarcas se comprometían a no firmar treguas unilateralmente con el reino nazarí de Granada y a no amparar ni prestar ayuda a sus enemigos. Posteriormente, Alfonso XI se dirigió a Soria, donde hizo juzgar y condenar a muerte a los asesinos de su privado, Garcilaso I de la Vega y desde allí se dirigió a Madrid, donde en abril de 1329 se reunieron las Cortes por disposición del monarca.
Durante las sesiones de Cortes, o antes de que comenzaran las mismas, según algunos autores, Alfonso XI, que tenía 18 años, enfermó de gravedad y se temió por su vida, según consta en la Gran Crónica de Alfonso XI, y el rey, que según algunos autores pudo haber contraído la peste, hubo de permanecer convaleciente en el Alcázar de Madrid. Dos años antes, el 20 de abril de 1327, Alfonso XI, mientras se encontraba en Mérida, y a fin de congraciarse con los vecinos y las autoridades de la ciudad de Madrid, otorgó a esta ciudad un privilegio en el que se disponía que los alcaldes de la villa podrían juzgar todos los pleitos de la villa y de sus términos, y que los alcaldes del rey únicamente deberían intervenir en los casos de apelación. La enfermedad del rey preocupó enormemente a sus vasallos, ya que el rey no tenía hijos y su parienta más cercana era su hermana, la infanta Leonor de Castilla, pero alrededor del día 9 de julio de 1329 ya había superado la crisis, aunque aún no estaba totalmente restablecido, como el propio monarca comunicó en una carta dirigida al adelantado mayor del reino de Murcia y a los restantes oficiales del reino, en la que les ordenaba que mantuvieran la paz.

Alfonso XI llegó a Madrid a finales de marzo de 1329, y permaneció en dicha ciudad hasta finales de agosto, por lo que algunos autores deducen que las Cortes permanecieron reunidas alrededor de cuatro meses y medio, pero, a pesar de la grave enfermedad del rey, su principal objetivo era la guerra contra los musulmanes. El día 14 de abril de 1329 el rey nombró a Pedro López de Ayala adelantado mayor de Murcia y despojó del cargo al magnate Don Juan Manuel, nieto del rey Fernando III de Castilla, a fin de que este último no abriera un nuevo frente de guerra en la zona de Murcia. Y el día 1 de junio Alfonso XI envió una carta al rey Alfonso IV de Aragón para recordarle lo que ambos habían suscrito en el Tratado de Tarazona, por el que ambos monarcas se comprometieron a combatir a los musulmanes.
Algunos autores consideran que hubo una reunión de Cortes en Medina del Campo en 1328, pero otros lo desmienten basándose en diferentes pruebas. No obstante, en el ordenamiento que Alfonso XI otorgó en dicha ciudad el día 26 de octubre de 1328, asesorado por el Consejo Real, se reguló el funcionamiento de la cancillería real, y se intentó resolver el problema del mantenimiento de la paz en la Casa y en el rastro del rey. En octubre de 1328, el Consejo Real estaba compuesto por Vasco Rodríguez de Coronado, maestre de la Orden de Santiago, Fernando Rodríguez de Valbuena, prior de la Orden de San Juan y mayordomo mayor del rey, Juan Martínez de Leiva, merino mayor de Castilla y camarero mayor del rey, Alonso Jofre Tenorio, almirante mayor de la mar y guarda mayor del rey, Juan del Campo, obispo de Oviedo, Pedro Martínez, obispo de Cartagena, Fernando Rodríguez Pecha, camarero del rey, y también por los alcaldes del rey Fernán Sánchez de Valladolid, García Pérez de Burgos, García Pérez de Toro y Juan García de Castrojeriz, y diversos autores destacan que más de la mitad de ellos estaban vinculados a la cancillería real. El ordenamiento de Medina del Campo de 1328 fue ratificado íntegramente en las Cortes de Madrid de 1329, y ambos textos pretendían continuar las reformas emprendidas por Fernando IV en las Cortes de Valladolid de 1312, que fueron las últimas del reinado de dicho monarca.
A las Cortes de Madrid de 1329 fueron convocados por el rey los prelados, los ricoshombres, los caballeros del reino, y los procuradores de las villas y ciudades de los reinos de Castilla, León, Galicia, Sevilla, Jaén, Córdoba, Murcia, del reino del Algarve, y de los señoríos de Molina y Vizcaya. Según consta en la Gran Crónica de Alfonso XI, el rey manifestó ante las Cortes que su deseo era proseguir la guerra contra los musulmanes y mantener la justicia y la paz en el reino, y también se lamentó de los males ocasionados al reino por su antiguo privado, Álvar Núñez Osorio, a quien ordenó ejecutar por traidor, y de que aún no había conseguido que la justicia y la tranquilidad reinasen en Castilla, como era su deseo y el de sus súbditos. No obstante, el rey señaló que para poder hacer la guerra a los musulmanes necesitaría grandes cantidades de dinero, para así poder armar la flota y pagar las soldadas a los ricoshombres, caballeros y escuderos que participarían en la campaña.
Diversos autores han resaltado que en la época de las Cortes de Madrid de 1329 se había producido un cambio extraordinario, gracias a Alfonso XI, en relación con los malhechores y ladrones en Castilla, y en el capítulo LXXXIII de la Crónica de Alfonso XI consta que durante dichas Cortes:

Et por cierto tanta era la justicia en aquel tiempo en los logares dó el Rey estaba, que en aquellas Cortes, en que eran ayuntados muy grandes gentes, yacian de noche por las plazas todos los que traían las viandas á vender, et muchas viandas sin guardador, si non solamiente el temor de la justicia quel Rey mandaba facer en los malfechores.

Se desconoce cuántos prelados asistieron a las Cortes de Madrid de 1329, aunque consta que asistió Juan del Campo, obispo de Oviedo, y es probable que también asistiera Juan Pérez de Ascarón, obispo de Osma, ya que poco antes estuvo presente en el tratado suscrito por los reyes de Castilla, Aragón y Portugal, para organizar la guerra por mar y por tierra contra el reino de Granada. El papa Juan XXII concedió al rey Alfonso XI las tercias de las iglesias de sus reinos y las décimas de las rentas de los clérigos y, a cambio, el rey confirmó en las Cortes los privilegios del clero. No obstante, no todos los eclesiásticos tuvieron que contribuir al esfuerzo de guerra, ya que en una carta otorgada en Valladolid él día 12 de diciembre de 1329, el rey ordenó que todos los vasallos de sus reinos pagaran una moneda forera, exceptuando al arzobispo de Santiago de Compostela, a los prelados gallegos, y a todos los que disfrutaran de un privilegio especial.

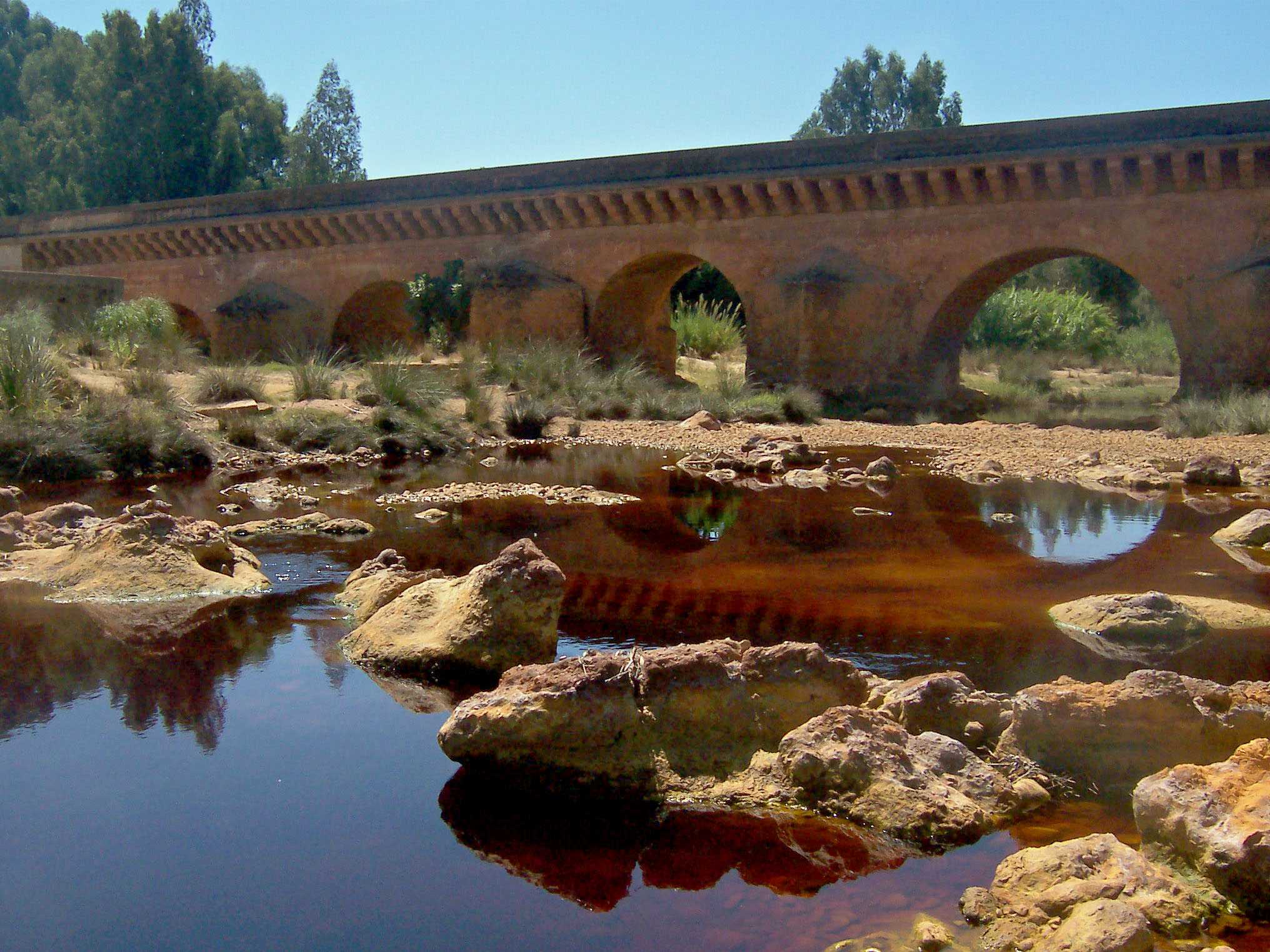
Puente romano sobre el río Tinto en Niebla.

Los procuradores respondieron favorablemente a las peticiones del rey y le otorgaron los servicios que demandaba. El ordenamiento de las Cortes de Madrid de 1329 está compuesto por noventa peticiones, todas ellas contestadas por el monarca, y se conservan varias copias del mismo, entre las que se cuentan las otorgadas a los concejos de las ciudades de Plasencia y Niebla, que se conservan completos, y varios fragmentos de los que se entregaron a las ciudades de Madrid, y Cuenca. La copia entregada al concejo de Niebla solamente está compuesta por veintiocho peticiones, presenta algunas variantes en sus disposiciones y, según algunos autores, fue elaborada en un Ayuntamiento celebrado por separado mientras estaban reunidas las Cortes de Madrid, y se otorgó con el propósito de adaptar las disposiciones de estas Cortes al contexto socioeconómico de dicho municipio andaluz.
La Real Academia de la Historia publicó en 1861 el ordenamiento de estas Cortes, en su obra Cortes de los antiguos Reinos de León y de Castilla, basándose en las copias de los ordenamientos entregados a Plasencia y Niebla, y en el fragmento conservado del que se entregó a Madrid. Todas las copias del ordenamiento de las Cortes fueron otorgadas el día 9 de agosto de 1329, excepto la que se entregó a la ciudad de Cuenca, que está fechada el día 5 de agosto. Por otra parte, también se conserva una copia del ordenamiento que se entregó a la ciudad de Calahorra y, según algunos autores, data del siglo XIV, aunque dicha copia no es mencionada por ningún autor ni tampoco se mencionó en la obra Cortes de los antiguos Reinos de León y de Castilla.
Las peticiones presentadas por los procuradores en las Cortes de Madrid demuestran que los poderosos continuaron cometiendo abusos e irregularidades en las villas y ciudades de realengo, y los procuradores solicitaron nuevamente que se prohibiera a los ricoshombres y a las órdenes militares que compraran heredamientos en las tierras de realengo. Antes de que finalizaran las Cortes de 1329, Alfonso XI fue informado de que el papa Juan XXII había emitido una dispensa por la que aprobaba su matrimonio con su prima María de Portugal, hija del rey Alfonso IV de Portugal y de la reina Beatriz de Castilla, lo que provocó un gran regocijo en la Corte castellana.
Los procuradores se quejaron durante las Cortes de Madrid de la mala gestión de Yuçaf de Écija, a quien el rey nombró almojarife por consejo de su tío, el infante Felipe de Castilla, que falleció en 1327. Al finalizar las Cortes de Madrid, el rey se dirigió a Valladolid, y estando allí destituyó a Yuçaf de Écija del oficio de almojarife y le expulsó del Consejo Real, por las irregularidades que había cometido, y el rey dispuso además que en lo sucesivo las rentas reales deberían ser recaudadas por cristianos y no por judíos, y que dichos recaudadores deberían ser llamados tesoreros y no almojarifes. En los últimos años del reinado de Alfonso XI el tesorero real fue Pedro Fernández Pecha.
Durante las reuniones de Cortes, los procuradores del concejo de Logroño informaron al rey de los agravios que sufrían por parte de las gentes de los alrededores de su ciudad, y de que habían comprado la torre de Alberite a Diego López de Haro y a su esposa Leonor. Por su parte, el rey les concedió que la tuvieran libre y franca y con los mismos derechos que sus otras aldeas, y poco después confirmó, a petición del concejo de Logroño, todos los privilegios que los monarcas anteriores concedieron al mismo.

### Disposiciones generales

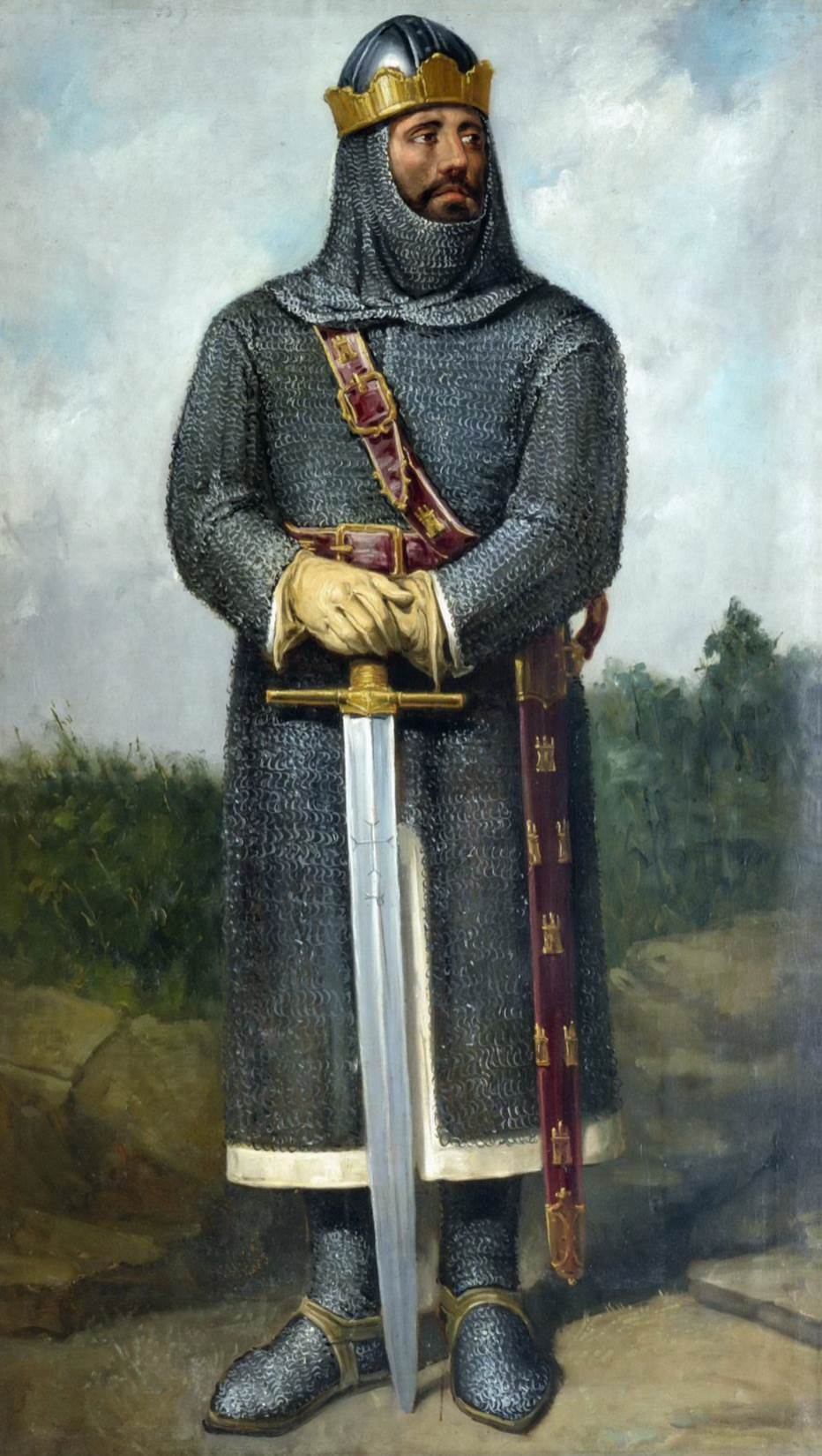
Retrato imaginario de Alfonso VII de León. José María Rodríguez de Losada. (Ayuntamiento de León).

- Alfonso XI confirmó a las villas, ciudades y demás lugares del reino, a petición de los procuradores,[37] todos los fueros, privilegios, libertades, franquezas y buenos usos y costumbres que venían disfrutando desde la época de Alfonso VII de León y de los monarcas que le precedieron en el trono, y confirmó además todos los cuadernos u ordenamientos de Cortes de los reinados anteriores y del suyo propio, desde que alcanzó la mayoría de edad,[38] en los que no se mencionara a las hermandades concejiles.[39] Además, el rey se comprometió a obligar a sus notarios, o a los que ejercieran el cargo en su nombre, tanto presentes como futuros, a jurar que guardarían y respetarían el contenido del cuaderno de estas Cortes y que no emitirían cartas que atentaran contra el mismo o contra alguna de sus partes, y dispuso que si no lo hicieran así,[40] serían declarados perjuros e infames y no podrían desempeñar oficio alguno en la Corte o en todo su territorio, y que dichas cartas no tendrían validez y no deberían ser cumplidas.[41]
- Los procuradores solicitaron al rey que los cuadernos de estas Cortes destinados a las villas, ciudades, u otros lugares del reino, fueran eximidos de pagar los gastos del libramiento de los escribanos, y también los de cancillería y tabla, y que fueran librados por los escribanos del rey Martín Pérez, Francisco Fernández y Miguel Sánchez, que habían trabajado en la redacción del cuaderno.[42] No obstante, y aunque el rey dispuso que los cuadernos estarían exentos de pagar los gastos de cancillería y tabla, ordenó que deberían ser librados por Juan Alfonso, miembro de la cámara del rey.[42]
- El rey se comprometió a examinar, antes de confirmarlos, todos los privilegios concedidos en su nombre desde que alcanzó la mayoría de edad, ya que argumentó que su antiguo privado, Álvar Núñez Osorio, había otorgado muchos privilegios y cartas en su nombre sin que él tuviera conocimiento o lo hubiera ordenado.[43] Además, el rey confirmó todos los privilegios o cartas generales y especiales.[43]
- Alfonso XI dispuso que confirmaría todos los privilegios especiales concedidos a los habitantes de las villas o ciudades por los monarcas anteriores, aunque previamente deberían mostrárselos, y dispuso que él confirmaría «aquellos de que sienpre vsaron». Además, en el documento de confirmación debería constar que el rey sancionaba todo lo que en ellos se contiene y según les había sido mejor guardado por los reyes anteriores.[43] Y a la hora de librar y expedir el documento, y pagar los correspondientes gastos de cancillería, debería hacerse como se hacía en la época de Alfonso X y Sancho IV, bisabuelo y abuelo, respectivamente, de Alfonso XI.[43]
- Se decretó nuevamente la supresión de todas las hermandades concejiles, entre las que se contaba la Hermandad General de Andalucía, aunque dicha medida ya había sido aprobada en las Cortes de Valladolid de 1325, en las que fue confirmada la mayoría de edad de Alfonso XI.[44] No obstante, el rey continuó favoreciendo a algunas hermandades, como las de Toledo, Talavera de la Reina y Ciudad Real, y a la Hermandad de las Marismas, ya que estas velaban sobre todo por intereses económicos y no políticos.[45]
- Los procuradores solicitaron al rey que confirmara los fueros, privilegios, cartas, libertades, franquezas y buenos usos y costumbres de todas las villas y lugares que habían retornado al realengo y que antes habían pertenecido a otros señores o a las reinas Constanza de Portugal y María de Molina, madre y abuela, respectivamente, de Alfonso XI,[43] o de los que pertenecieron a la infanta Isabel, a los infantes Juan, Pedro y Felipe, o de los que pertenecieron a Blanca de Castilla, hija del infante Pedro y abadesa del monasterio de las Huelgas de Burgos, o a Margarita de la Cerda, viuda del infante Felipe de Castilla.[43] Y Alfonso XI aprobó la petición y confirmó todos aquellos privilegios, fueros o cartas concedidos a dichos lugares por los reyes o reinas anteriores o por los infantes anteriormente mencionados.[43]Sepulcro de la reina María de Molina. Monasterio de las Huelgas Reales de Valladolid.

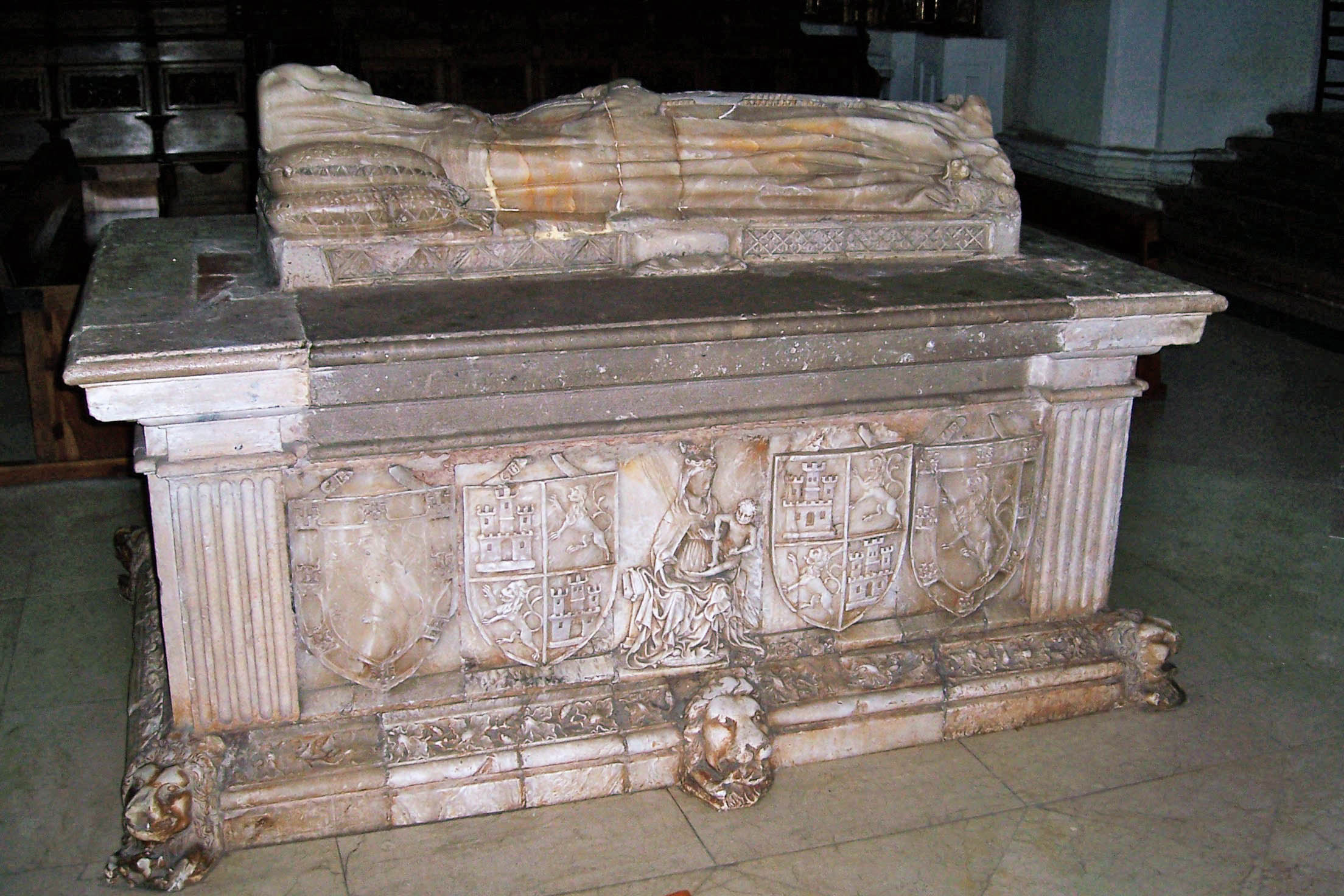
Sepulcro de la reina María de Molina. Monasterio de las Huelgas Reales de Valladolid.

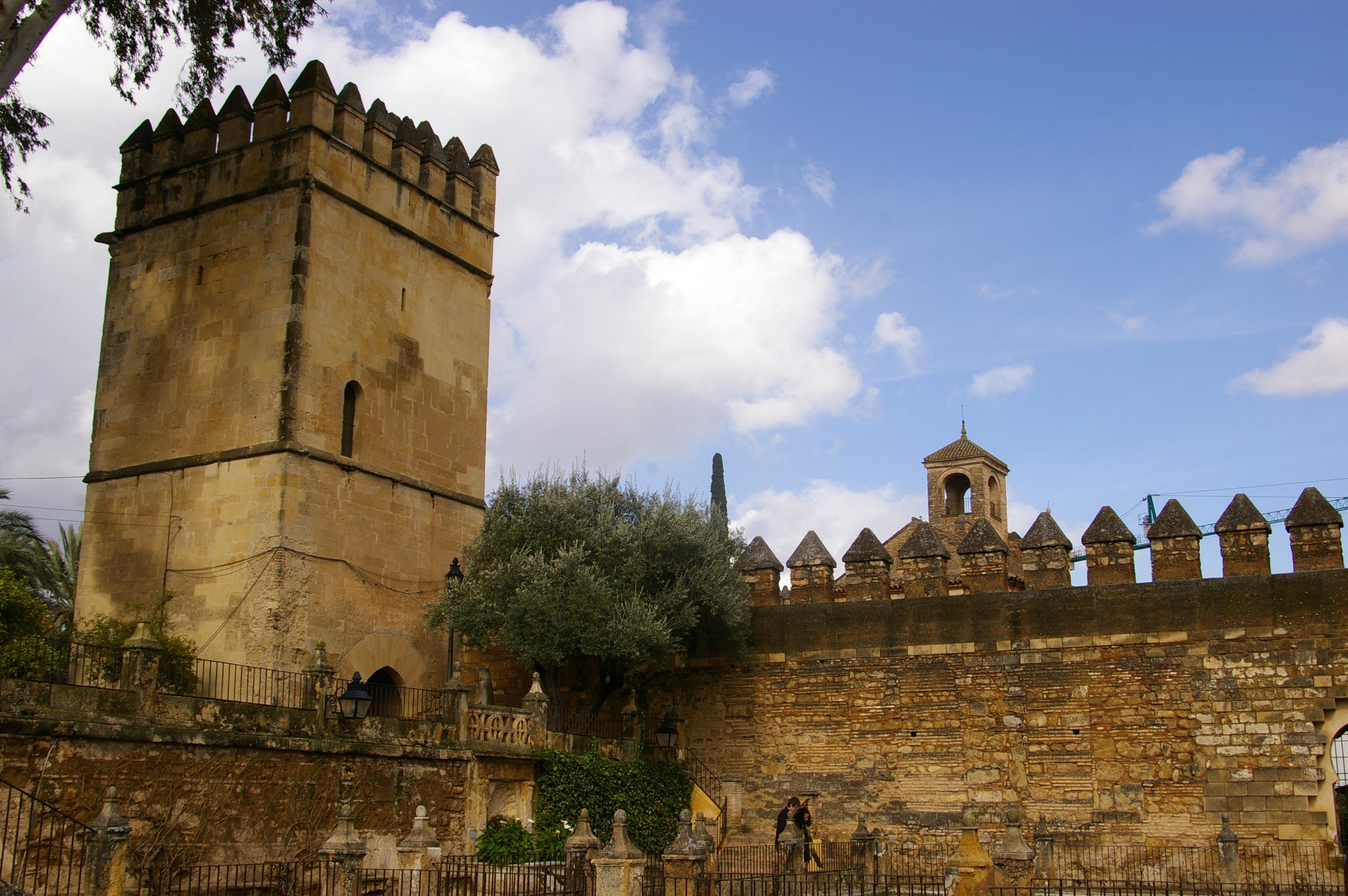
Alcázar de los Reyes Cristianos. (Córdoba).

- Los procuradores se quejaron al rey de que frecuentemente los privilegios o cartas concedidos a las villas o lugares del reino por Alfonso VII de León u otros monarcas eran frecuentemente quebrantados, y de múltiples maneras, por haber sido confirmados en general y no en especial.[43] Por ello, Alfonso XI dispuso que deberían mostrarle dichos privilegios o cartas, y que confirmaría todos aquellos que creyera que debían serlo.[46]
- También se quejaron los procuradores de que muchas villas y lugares del reino que tenían necesidad de confirmar sus privilegios o cartas, temían a los salteadores de caminos y no se atrevían a llevar a la Corte los documentos originales, por miedo de que les fueran arrebatados, y llevaban en su lugar copias de los originales rubricadas por escribanos públicos y, por ello, los procuradores solicitaron al rey que dichos privilegios o cartas fueran confirmadas como si hubieran llevado los originales.[46] No obstante, el rey dispuso que los que desearan que sus privilegios fueran confirmados deberían mostrarle los documentos originales, y que en los lugares donde sus privilegios no podían ser llevados a la Corte sin correr peligro, deberían informarle, a fin de que él dispusiera cómo habría de llevarse a cabo la confirmación.[46]
- Los procuradores se quejaron al rey de los múltiples daños ocasionados por algunos de sus consejeros, privados y oficiales, ya que desde que el monarca alcanzó la mayoría de edad, en 1325, habían quebrantado los fueros, privilegios o libertades de las villas y ciudades, y también los ordenamientos de leyes otorgados por sus predecesores en el trono, y como consecuencia, todo el territorio se encontraba yermo, estragado, despoblado y soportaba una enorme presión fiscal.[47] Por todo ello, los procuradores solicitaron al rey que sus consejeros, privados y oficiales fueran hombres temerosos de Dios y leales al monarca, que guardaran la hacienda real y buscaran el beneficio del reino, y que no fueran aborrecidos por la población, ya que haciéndolo así el monarca serviría a Dios y se ganaría las voluntades y el cariño de sus súbditos, y el rey aprobó la petición y se comprometió a hacerlo así.[48]
- Los procuradores solicitaron al rey que perdonara todos los delitos, excepto los casos de alevosía y traición, cometidos antes de que el monarca alcanzara la mayoría de edad, en el año 1325,[49] y el rey dispuso que perdonaría todos los delitos cometidos, excepto los casos de traición, alevosía o herejía, cometidos antes del día de San Hipólito de 1325, en que cumplió catorce años y la alcanzó.[49]Iglesia de San Hipólito el Real en Támara de Campos, a quien Alfonso XI concedió diversas mercedes. (Provincia de Palencia).

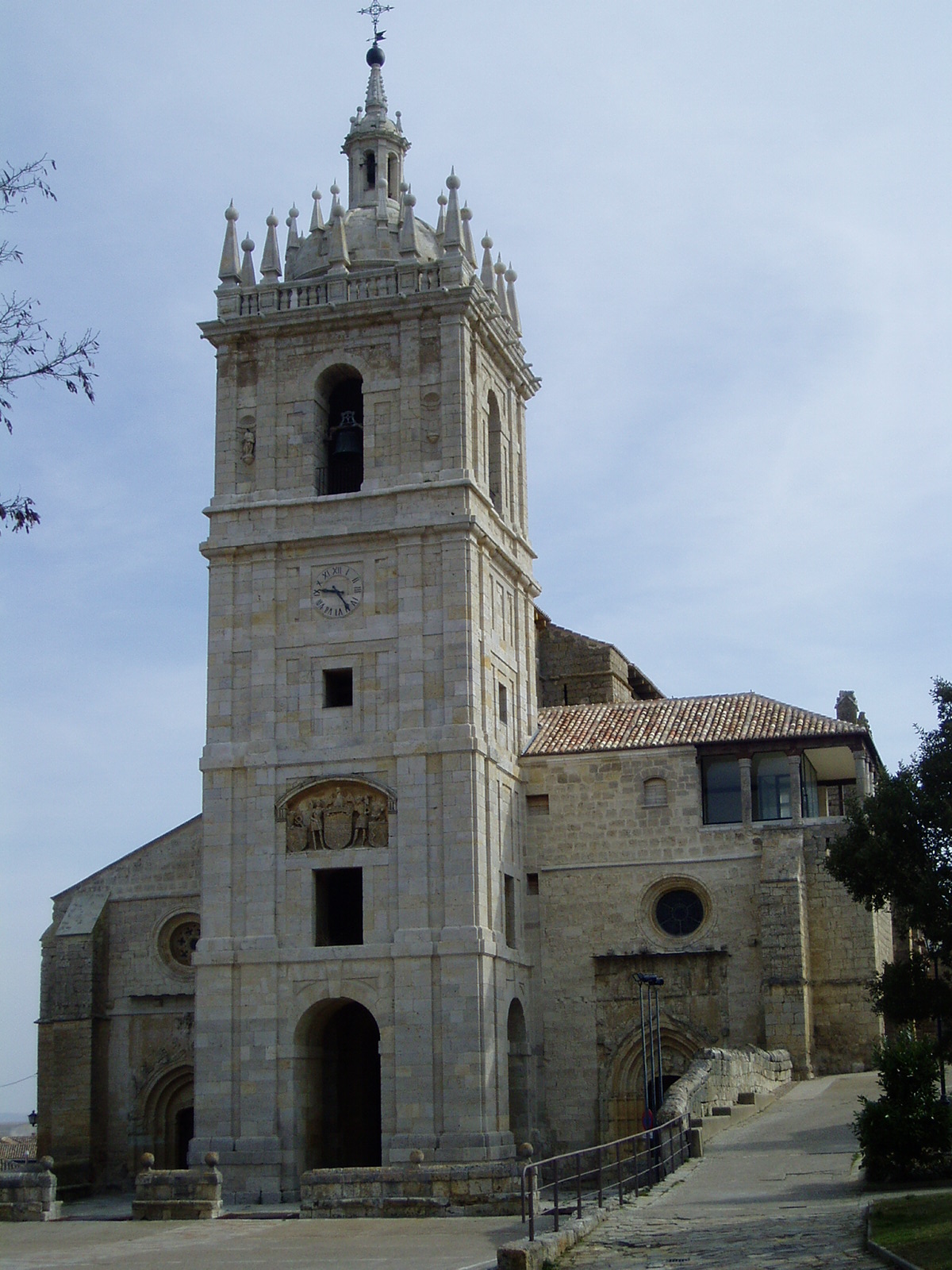
Iglesia de San Hipólito el Real en Támara de Campos, a quien Alfonso XI concedió diversas mercedes. (Provincia de Palencia).

- También solicitaron los procuradores al rey que fueran respetadas y guardadas todas las cartas de perdón concedidas a los concejos o a algunas personas por él mismo, por los monarcas anteriores, por los tutores de Alfonso XI durante su minoría de edad, o por las reinas Constanza de Portugal y María de Molina, madre y abuela, respectivamente, de Alfonso XI,[49] quien aprobó esta petición, aunque exceptuó las cartas de perdón referentes a casos de alevosía o traición, y las cartas que fueron concedidas sin respetar el modo y las condiciones que solían incluirse en ese tipo de cartas y en las de justicia.[50]
- El rey decretó, a petición de los procuradores, que recibiría personalmente y mandaría llevar ante él a todos los individuos que, procedentes de las villas o ciudades del reino, acudían a la Corte para llevarle mensajes o para resolver asuntos de los concejos, ya que de ese modo, los que fueran a la Corte podrían, sin impedimento alguno, pedir, comunicar o transmitir al monarca los hechos, mensajes o negocios por los que acudían ante él.[51] Alfonso XI aprobó esta medida porque los procuradores se habían quejado de que muchas personas acudían a la Corte sin conseguir ver al monarca, y de que por esa razón se veían perjudicados tanto el rey como el reino.[51]
- Alfonso XI dispuso, a petición de los procuradores, que procuraría que el séquito que le acompañaba y el que llevaban sus acompañantes fuera más reducido y estable, ya que así se evitarían muchos males y gastos innecesarios, pues al llevar un séquito numeroso aumentaban considerablemente los gastos del rey y los de los lugares a los que se dirigía, ya que estos últimos quedaban en un estado tan precario que no podían socorrer al monarca cuando era necesario.[52] Además, Alfonso XI dispuso que procuraría resolver rápidamente los pleitos de las personas que acudieran a verle, para que así no tuvieran que detenerse en la Corte y no perdieran sus bienes por la tardanza en resolverlos.[52]
- El rey también decretó, a petición de los procuradores, que sus privados y consejeros, los alcaides de los castillos y las fortalezas reales, y los que desempeñaran oficios en la Corte deberían ser naturales del reino y no extranjeros, ya que de ese modo estaría más garantizada la seguridad del reino y la de las tierras de realengo.[48]
- Alfonso XI dispuso que toda persona que desempeñara dos oficios en la Corte sería despojada de uno de ellos, ya que de ese modo cada uno de los oficios sería mejor servido y más hombres buenos servirían al rey y formarían parte de la Corte.[48]
- Los procuradores solicitaron al rey que no entregara a ninguna persona las ciudades, villas, castillos o fortalezas de las tierras de realengo, según lo había dispuesto en otros ordenamientos anteriores y en el de las Cortes de Valladolid de 1325, y que todas las posesiones del realengo que hubiera entregado o enajenado retornaran al mismo.[53] No obstante, el rey aprobó la petición y se comprometió a cumplirla en lo sucesivo, pero exceptuó los castillos de Belver de los Montes, que había entregado a Ramiro Flores como recompensa por haber asesinado a su antiguo privado, Álvar Núñez Osorio,[54] el castillo de Belmes, que entregó a García Meléndez de Jódar para que lo custodiara y abasteciera, y el castillo de La Puebla de Montalbán, que entregó a Alfonso Fernández Coronel como recompensa por los servicios que los antepasados de este último prestaron a sus predecesores en el trono. No obstante, Alfonso XI también exceptuó los bienes que había entregado o entregaría en el futuro a su esposa, la reina María de Portugal.[55]
- También solicitaron los procuradores al rey que los castillos, fortalezas, aldeas, lugares, términos, heredamientos o vasallos de las villas o ciudades que hubieran sido confiscados por el rey u otras personas,[56] y que pertenecían a las mismas por compra, herencia, donación o cualquier otro modo, les fueran devueltos, pero el rey dispuso que deberían mostrarle qué lugares o heredamientos habían sido confiscados y que resolvería el asunto del modo en que debía.[56]Alcázar de los Reyes Cristianos. (Córdoba).
- Los procuradores se quejaron al rey de los crímenes, robos y saqueos cometidos desde los alcázares y castillos del rey situados en las villas o ciudades de realengo, y solicitaron al monarca que dichas fortalezas fueran confiadas a caballeros u hombres buenos de dichas villas y ciudades, y que dichos hombres fueran honrados, dignos de confianza, y naturales de las villas o ciudades donde se encontraran las fortalezas a su cargo, ya que con ello se evitarían muchos males.[57] No obstante, el rey respondió que los procuradores sabían bien que tenía por costumbre entregar dichas fortalezas a quien le placía, pero que para satisfacer su demanda confiaría algunas de las mismas a caballeros u hombres buenos, y que entregaría las que considerara oportunas a aquellos que le placiera junto con las retenencias que solían tener en los reinados anteriores.[57]
- También solicitaron al rey los procuradores que las aldeas o términos que las villas o ciudades hubieran adquirido no les fueran arrebatados sin que previamente hubieran sido oídas y juzgadas sus alegaciones con arreglo a los fueros y derechos del lugar correspondiente,[56] y el rey afirmó que aceptaba que fueran respetados los fueros o derechos de cada lugar.[58]
- Los procuradores solicitaron al rey que las órdenes militares y los ricoshombres, ricashembras, caballeros, infanzones u otros hombres poderosos no pudieran comprar o tener heredamientos ni vasallos en las villas, ciudades o lugares donde así lo dispusieran sus fueros, privilegios o cartas.[59] Y el rey, por su parte, dispuso que respetaría los fueros y privilegios de dichos lugares según se hacía en los reinados de Alfonso X y Sancho IV.[49]
- El rey devolvió a los concejos, a petición de los procuradores, todos los términos, montes, ejidos o heredamientos que había entregado a diversas personas,[60] y dispuso que dichos bienes fueran usados comunalmente por las villas o lugares a los que pertenecían,[61] que no deberían ser labrados, vendidos o enajenados, y que todo lo que hubiera sido labrado o poblado debería ser deshecho y derribado.[60]
- Alfonso XI decretó que los castellares viejos, peñas bravas y cuevas que hubieran sido construidas y pobladas sin su consentimiento deberían ser derribadas, ya que desde ellos se causaban muchos daños a todo el territorio.[51]

### Disposiciones relativas a la cancillería real

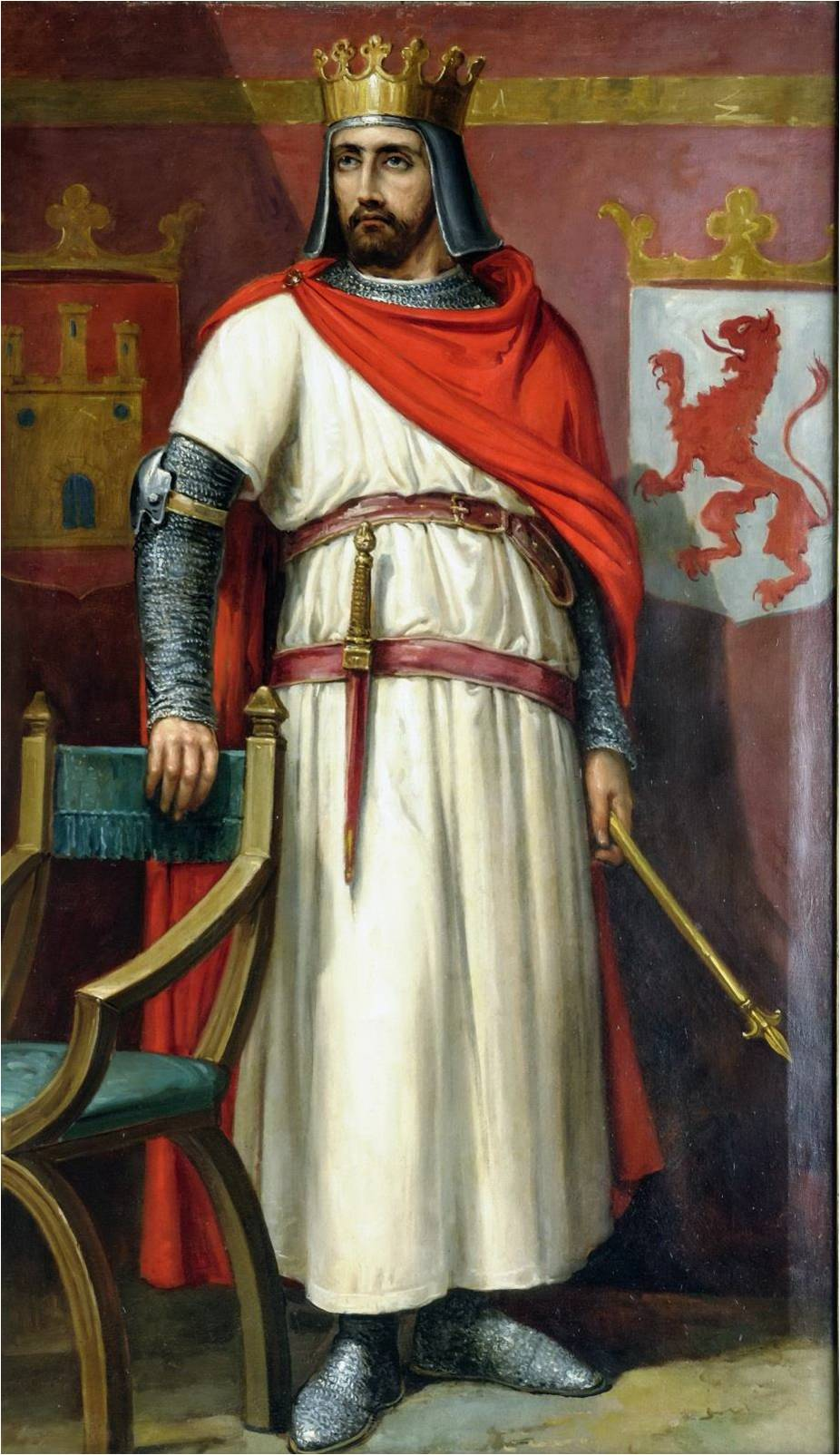
Retrato imaginario del rey Enrique II de Castilla, hijo de Alfonso XI y de Leonor de Guzmán. José María Rodríguez de Losada. (Ayuntamiento de León).

Diversos historiadores opinan que después de la reforma de la cancillería real emprendida en estas Cortes, el funcionamiento de dicho organismo mejoró, ya que los procuradores del reino no volvieron a quejarse en ninguna reunión de Cortes del reinado de Alfonso XI del mal funcionamiento de la misma, aunque sí continuaron lamentándose de las cartas emitidas por la cancillería real que atentaban contra los fueros y derechos de ciudades, villas y personas, conocidas como cartas desaforadas. No obstante, dichos historiadores señalan la posibilidad de que la ausencia de quejas se debiera a intereses políticos de los individuos reunidos en las Cortes y no a que los problemas hubieran quedado resueltos. En el ordenamiento de las Cortes consta que se dispusieron las siguientes normas para el buen funcionamiento de la cancillería real:

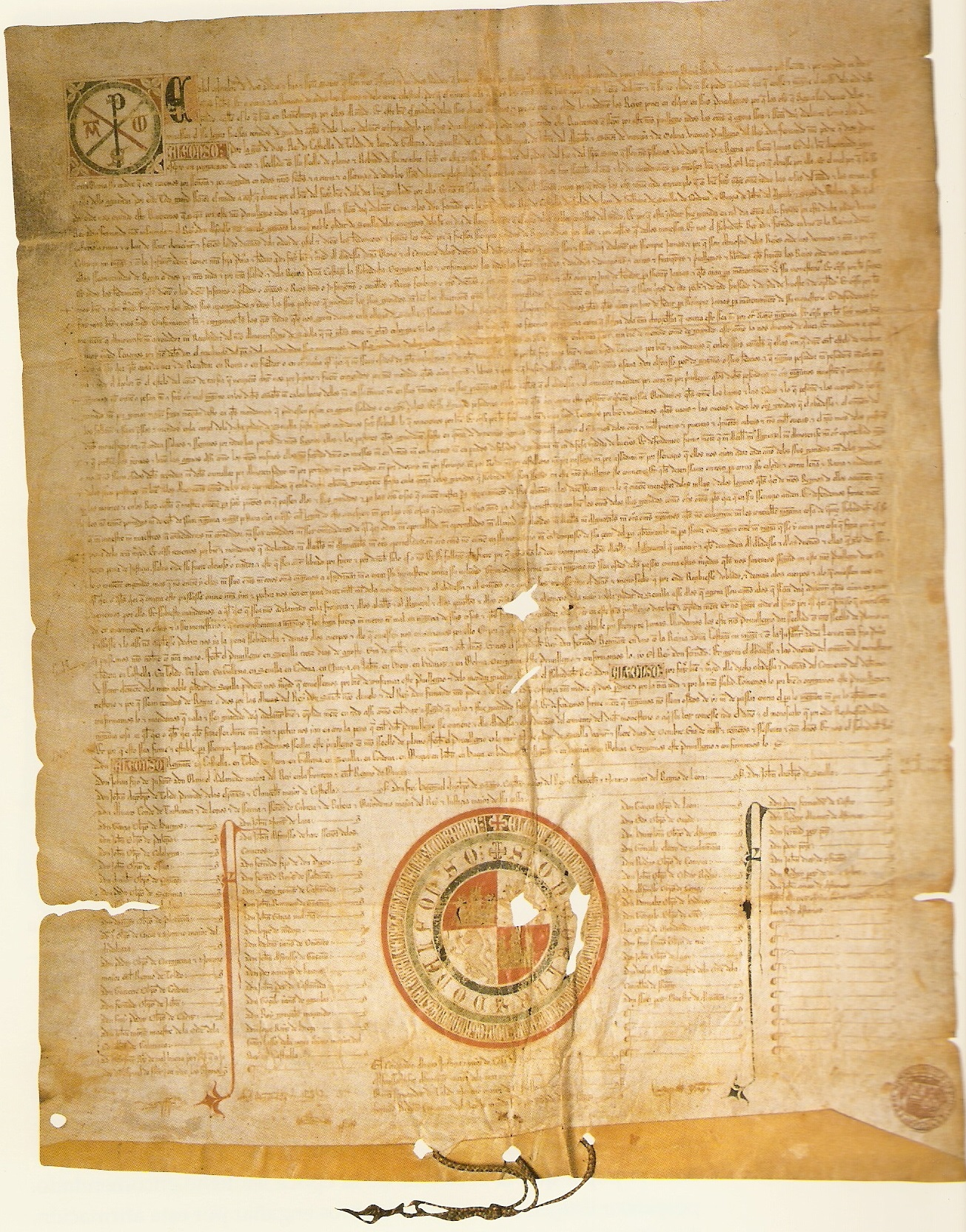
Privilegio rodado concedido en 1327 por Alfonso XI de Castilla al monasterio de San Clemente de Sevilla, en el que fue sepultada su segunda esposa, María de Portugal.

- Los procuradores se quejaron al rey de que la cancillería real emitía continuamente cartas desaforadas que causaban múltiples asesinatos, desheredamientos, destierros, lesiones, prisiones, quebrantamientos de fueros y privilegios, y emplazamientos para que algunas personas acudieran a la Corte para ser juzgadas por el rey sin haber sido antes oídos y juzgados por los fueros y derechos que les correspondían.[64] Y por todo ello, los procuradores solicitaron al rey que los que emitieran este tipo de cartas pagaran todo el daño doblado a aquellos contra quienes fueron usadas, y también que ordenara a sus oficiales y a los concejos de las villas y ciudades del reino que cuando recibieran este tipo de cartas no las cumplieran, y que si por incumplirlas eran emplazados para que acudieran ante la justicia, no acudieran a los emplazamientos ni fueran castigados por no comparecer.[65] Por su parte, el rey dispuso que las cartas desaforadas emitidas por la cancillería real y libradas por el alcalde en las que se ordenara matar, lisiar, apresar o confiscar algo a alguna persona, no deberían ser cumplidas hasta que le hubiera sido mostradas, y que él castigaría a los culpables.[65]
- Además, el rey decretó que las cartas de cámara desaforadas emitidas por la cancillería real en las que se ordenara matar, apresar o lisiar a alguna persona por orden del rey, no deberían ser cumplidas por los oficiales reales o por aquellos a los que fueran dirigidas,[65] sino que estos últimos deberían limitarse a apresar al individuo o individuos mencionados en las cartas cuando se tratara de casos de alevosía o traición o cualquier otro castigable con la muerte, y que posteriormente deberían mostrar al rey la carta desaforada e informarle de los hechos, para que el rey pudiera castigar a los detenidos.[65] Y en cuanto a las cartas desaforadas en las que se ordenara matar, apresar o lisiar a alguna persona sin que esta última hubiera incurrido en casos de alevosía o traición, el rey también dispuso que deberían mostrárselas para que pudiera impartir justicia, que no deberían ser cumplidas por sus oficiales, y que el acusado debería nombrar fiadores dignos de confianza que respondieran por él.[65] Alfonso XI también decretó que cuando en las cartas desaforadas se ordenara confiscar todos los bienes, o parte de ellos, a alguna persona,[65] los encargados de cumplir dichas cartas deberían informarle para que hiciera justicia, y deberían poner esos bienes en manos de hombres buenos dignos de confianza para que los custodiaran, o asegurarlos mediante fiadores dignos de crédito.[65]
- El rey también dispuso que las cartas desaforadas que atentaran contra los fueros, privilegios, cartas, usos, o costumbres de las villas y ciudades no deberían ser cumplidas hasta que él hubiera sido informado y hubiera librado el pleito,[66] y también ordenó que cuando los oficiales reales, los jueces, los alcaldes o aquellos a quienes fueran destinadas, fueran emplazados por medio de una carta desaforada para comparecer ante la justicia, no deberían cumplir el contenido de la carta ni acudir a los emplazamientos,[67] y que no serían castigados por ello, siempre que expusieran los hechos al rey y le mostraran la carta desaforada antes de que expirara el plazo del emplazamiento indicado en la carta.[67]Rueda de un privilegio rodado de Fernando IV de Castilla.

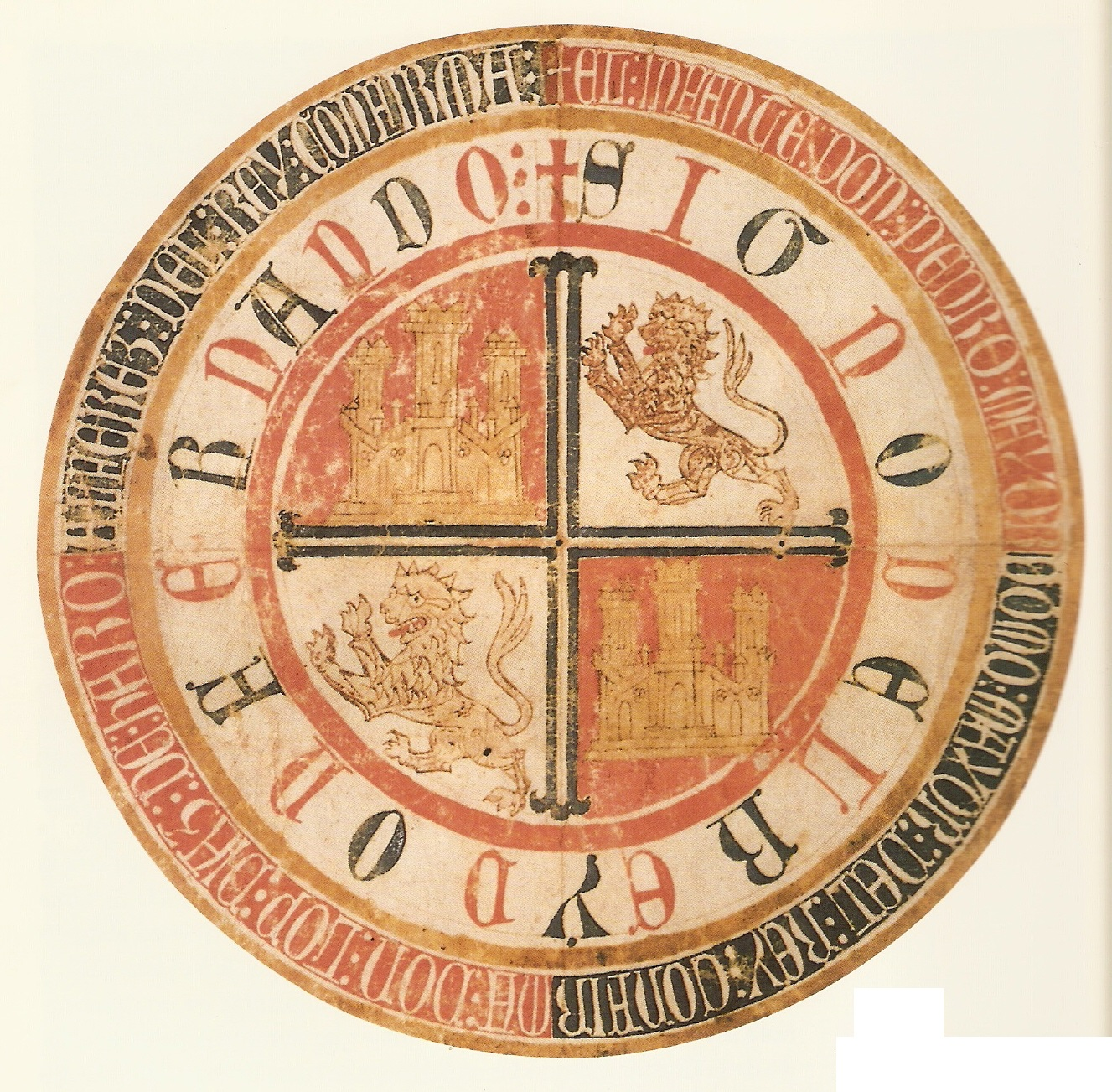
Rueda de un privilegio rodado de Fernando IV de Castilla.

- Alfonso XI decretó, a petición de los procuradores, que los notarios mayores de Castilla, León, Toledo y Andalucía deberían ser hombres buenos, honrados, competentes e idóneos para el cargo, y que no deberían arrendarlo.[68][69] Además, el rey dispuso que los notarios mayores deberían desempeñar su cargo debidamente, como se hacía en la época de Alfonso X, Sancho IV y Fernando IV,[69] y que expedirían y revisarían los documentos reales y controlarían los registros y los libros, los cuales deberían ser guardados en sus propias casas para que pudieran expedir rápidamente los documentos necesarios.[63] Cada uno de los notarios mayores sería ayudado por tres escribanos, a fin de que pudieran asistir al monarca en el libramiento de las peticiones,[63] y uno de ellos se encargaría de la cámara,[70] otro de los libros y el tercero del registro.[63] Además, el monarca dispuso que el notario que arrendara su cargo perdería su oficio y todos sus derechos,[71] y que los notarios no deberían tomar un marco de plata por los oficios que el rey mandara escribir.[69]
- Los procuradores se quejaron al rey de los daños y perjuicios ocasionados por la existencia de múltiples llaves en la cancillería real,[72] y el rey dispuso que los notarios mayores de los reinos de León y Castilla serían los encargados de custodiar en lo sucesivo las dos únicas llaves de la cancillería,[73] como se hacía en la época de Alfonso X y Sancho IV, y que sus custodios deberían ser hombres honrados e idóneos para el cargo.[74]
- El rey dispuso, a petición de los procuradores, que el canciller encargado de la custodia de los sellos del rey debería ser un hombre bueno, honrado, leal, discreto,[75] competente, e idóneo para el cargo,[54] y que debería desempeñar su oficio de forma apropiada y como lo hicieron los anteriores cancilleres durante los reinados precedentes.[69]
- También se quejaron los procuradores al rey de los males ocasionados por los escribanos de la cámara real desde que el monarca alcanzó la mayoría de edad, y el rey dispuso que dichos escribanos deberían ser idóneos para el cargo y leales a su persona, y que no deberían causar ningún daño o perjuicio a sus súbditos como hasta entonces.[74]
- Alfonso XI prohibió la percepción irregular de derechos por parte de los notarios, así como el arrendamiento a terceras personas de las notarias mayores de los diferentes reinos.[63]Privilegio rodado concedido en 1327 por Alfonso XI de Castilla al monasterio de San Clemente de Sevilla, en el que fue sepultada su segunda esposa, María de Portugal.
- Los procuradores se quejaron al rey de que en la Corte había numerosos pleitos relacionados con la cancillería real, ya que en esta no se respetaba el ordenamiento que el rey Sancho IV había dispuesto sobre el funcionamiento de la misma, y de que los funcionarios de la cancillería cobraban más cantidades de las establecidas en dicho ordenamiento por expedir los documentos.[74] Por todo ello, solicitaron al rey que el ordenamiento de Sancho IV sobre la cancillería fuera respetado y que los funcionarios de la misma cobraran solamente las cantidades estipuladas en el mismo, y que en caso de que quebrantasen esta norma, pagaran el doble de lo que hubieran recibido, y Alfonso XI aprobó la petición y dispuso que fuera respetado dicho ordenamiento.[76]
- Los procuradores solicitaron al rey que las cartas de cámara o de gracia y los libros no tuvieran vistas de los notarios, sino solamente el libramiento del escribano,[54] aunque el rey decretó que también podrían figurar las que él mismo considerase oportunas, y también solicitaron que en las cartas del alcalde de la Corte únicamente figuraran las vistas del alcalde, del notario y el libramiento del escribano, y el rey aprobó esta última petición.[74]
- También se quejaron los procuradores de que a veces los oficiales de la cancillería vendían oficios, y de que ello perjudicaba enormemente a los súbditos del rey y al propio monarca.[77] Por ello, solicitaron al rey que castigara a los culpables, los expulsara de la Corte, y fueran considerados infames en todo el reino, y el monarca aprobó la petición.[77]
- Alfonso XI dispuso, a petición de los procuradores, que la cancillería real no debería emitir cartas blancas o albalaes que no hubieran sido escritas y libradas por la propia cancillería, y que en caso de que alguna persona mostrara dichos documentos, los concejos y los oficiales del rey deberían remitirla al monarca antes de proceder a su cumplimiento, ya que en caso de no hacerlo así deberían pagar doblado a los perjudicados todo el daño que hubieran recibido, incluso en el caso de que los ejecutores del documento no fueran oficiales del rey.[77] Además, el rey decretó que castigaría a aquellos que no dispusieran de medios suficientes para reparar los daños ocasionados, y que en caso de que por cumplir dichos documentos se produjeran muertes o lesiones los culpables serían ejecutados por orden suya, y sino lo fueran, serían considerados enemigos de los parientes del difunto y podrían morir a manos de los mismos.[77]
- Los procuradores se quejaron al rey de que los miembros de la cancillería exigían el pago de tres maravedís por registrar las cartas, y le solicitaron que no permitiera que percibieran ninguna cantidad por registrarlas. No obstante, Alfonso XI dispuso que deberían pagarse únicamente dos maravedís por el registro de cada uno de los pergaminos que contuvieran mercedes, y que por el registro de cada una de las restantes cartas de papel, incluidas las concedidas por los alcaldes del rey o por los escribanos de su cámara, deberían pagarse solamente quince dineros novenes.[42] Además, el rey dispuso que no habría que pagar nada por el registro de aquellas cartas destinadas a hacer cumplir otras, y ordenó a sus notarios y a los demás encargados de los registros que deberían cumplir esta disposición bajo pena de que sus personas y bienes quedaran a merced del rey.[42]

### Disposiciones relativas a la hacienda real

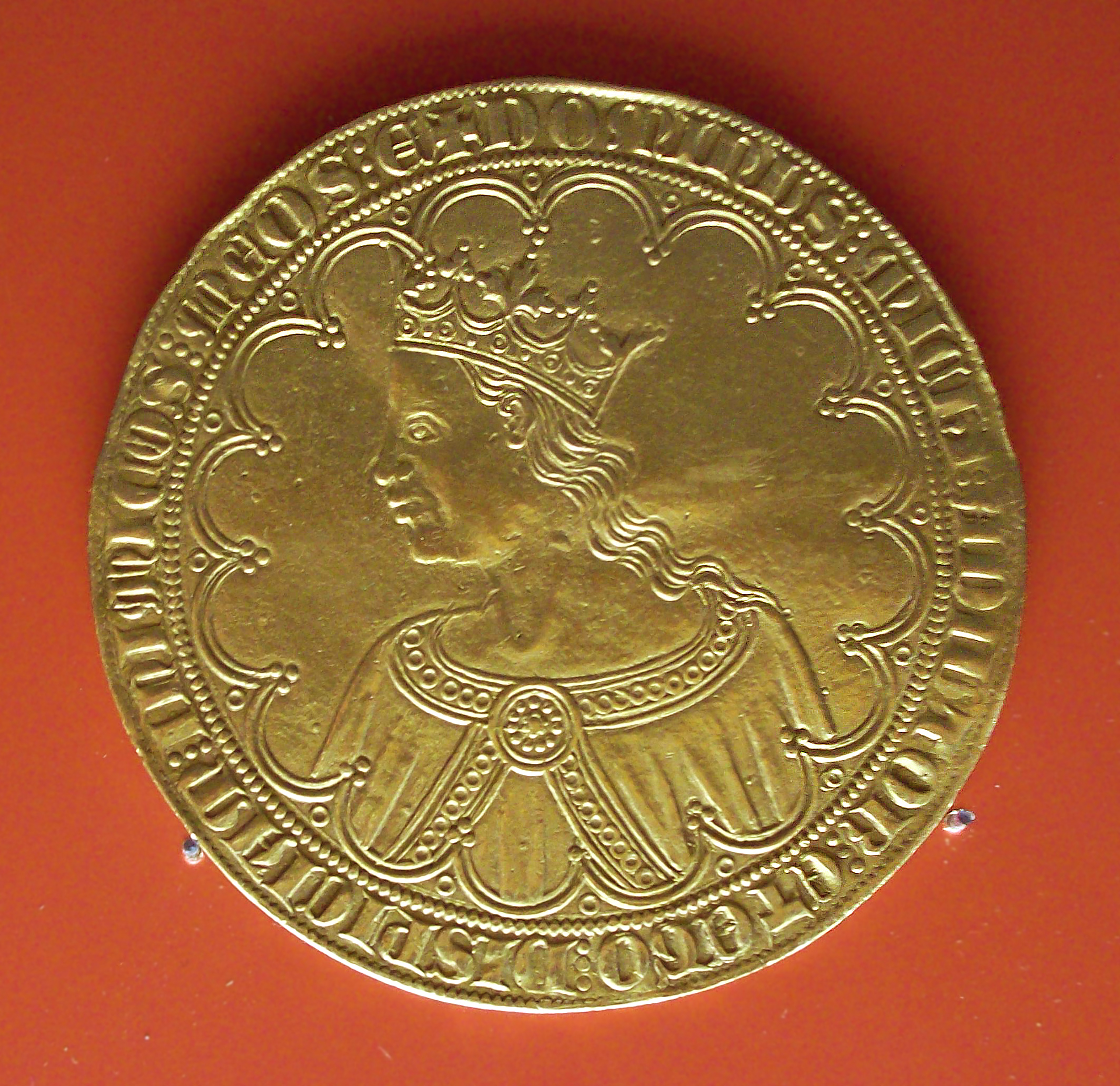
Gran dobla o dobla de a diez de Pedro I de Castilla, hijo y sucesor de Alfonso XI, acuñada en Sevilla en 1360 (M.A.N., Madrid)

- El rey se comprometió a no imponer o exigir ningún pecho desaforado especial o general sin haber convocado previamente a «los de la tierra», es decir, a los procuradores de las villas o ciudades.[78]
- Los procuradores solicitaron al rey que distribuyera las soldadas y tierras equitativamente entre los nobles, y también solicitaron que el rey fuera informado del estado de sus rentas y de a cuánto ascendían, por medio de los libros de cuentas o de otros documentos, para que así pudiera saber de qué modo estaban repartidas,[78] y también solicitaron que una vez descontado de las rentas reales lo necesario para el sostenimiento de la monarquía, las cantidades sobrantes fueran repartidas equitativamente, y el rey aprobó la petición y dispuso que revisaría el estado de las rentas reales aconsejado por varios hidalgos que él mismo elegiría, y por un caballero de cada reino.[78]
- El rey dispuso además que las rentas de los derechos reales y de los almojarifazgos se hicieran públicamente y por pregones, como se hacía en la época de Alfonso X y Sancho IV, y que fueran entregadas al mejor postor.[79] También decretó que no podrían ser arrendadas ni a arrendadores privados ni a los oficiales de la Casa del rey, ni pública o privadamente, ya que de otro modo nadie se atrevería a arrendar o a pujar por las rentas, y disminuirían los ingresos de la Corona.[79] Además, diversos autores señalan que esta medida permitiría a los judíos arrendarlas.[80]
- Los procuradores solicitaron al rey que tuviera piedad de los cautivos capturados por los musulmanes, ya que frecuentemente los almojarifes del rey tomaban el diezmo o el medio diezmo de los bienes destinados a pagar su rescate, y comunicaron al rey que muchos cautivos que podrían haber sido liberados no lo eran por esta razón.[59] El rey aprobó la petición, y decretó que ordenaría a los encargados de vigilar las exportaciones que cuando hubieran de redimirse cautivos mediante la entrega de ganado, no deberían exigir el pago de los derechos reales.[59]Monumento al Fuero de Logroño en la ciudad de Logroño, con la estatua del rey Alfonso VI de León, que se lo otorgó a dicha ciudad en 1095.

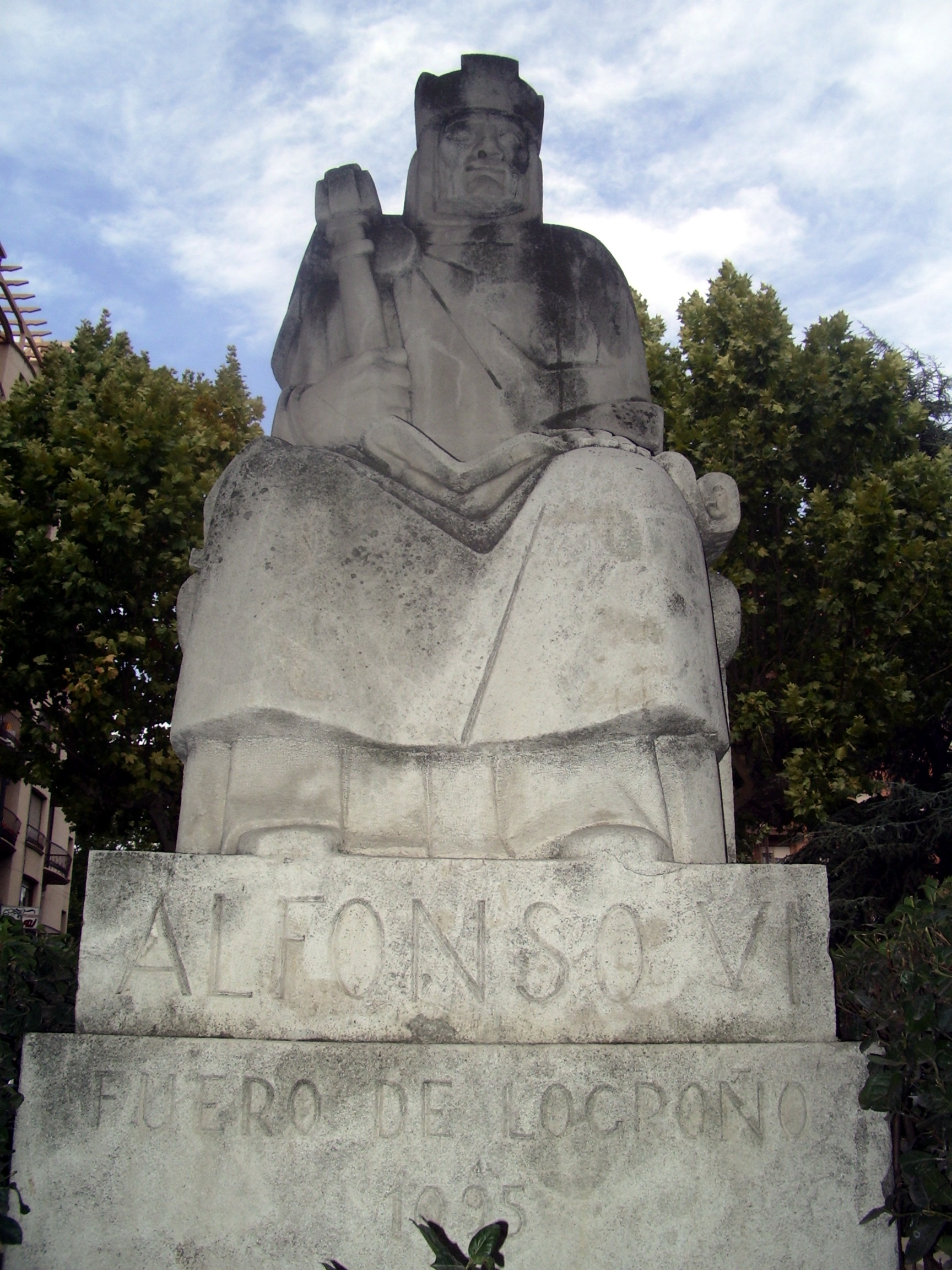
Monumento al Fuero de Logroño en la ciudad de Logroño, con la estatua del rey Alfonso VI de León, que se lo otorgó a dicha ciudad en 1095.

- También se quejaron los procuradores de que muchas villas y lugares del reino se encontraban pobres y estragados por culpa de los ricoshombres, caballeros, infanzones u otros hombres poderosos, quienes exigían continuamente en esos lugares el pago de los yantares, y de que cuando los habitantes del lugar se negaban a entregárselos, se apoderaban de todo cuanto hallaban en ellos y los saqueaban.[67] Y por todo ello, el rey ordenó que los nobles no deberían exigir o tomar yantares, ni tomar prendas u otras cosas por esta razón cuando no les fueran entregados, y que los que desobedecieran esta orden deberían reparar los daños ocasionados con las tierras y soldadas que hubieran recibido del rey, y en caso de que no las hubieran recibido, los adelantados, merinos, justicias, alcaldes u otros oficiales deberían vender todo lo necesario de los bienes de los culpables hasta que hubieran pagado todo lo que hubieran tomado o comido, y reparado todos los daños ocasionados.[67]
- Los procuradores solicitaron al rey que perdonara a todos aquellos que hubieran sacado cosas vedadas del reino, entre las que figuraban los caballos, los metales preciosos o la moneda acuñada, desde que el rey les había perdonado en las Cortes de Valladolid de 1325, hasta ese momento,[81] y el rey dispuso que perdonaría a todos los habitantes de su reino que las hubieran exportado, independientemente de su estado o condición social.[81]

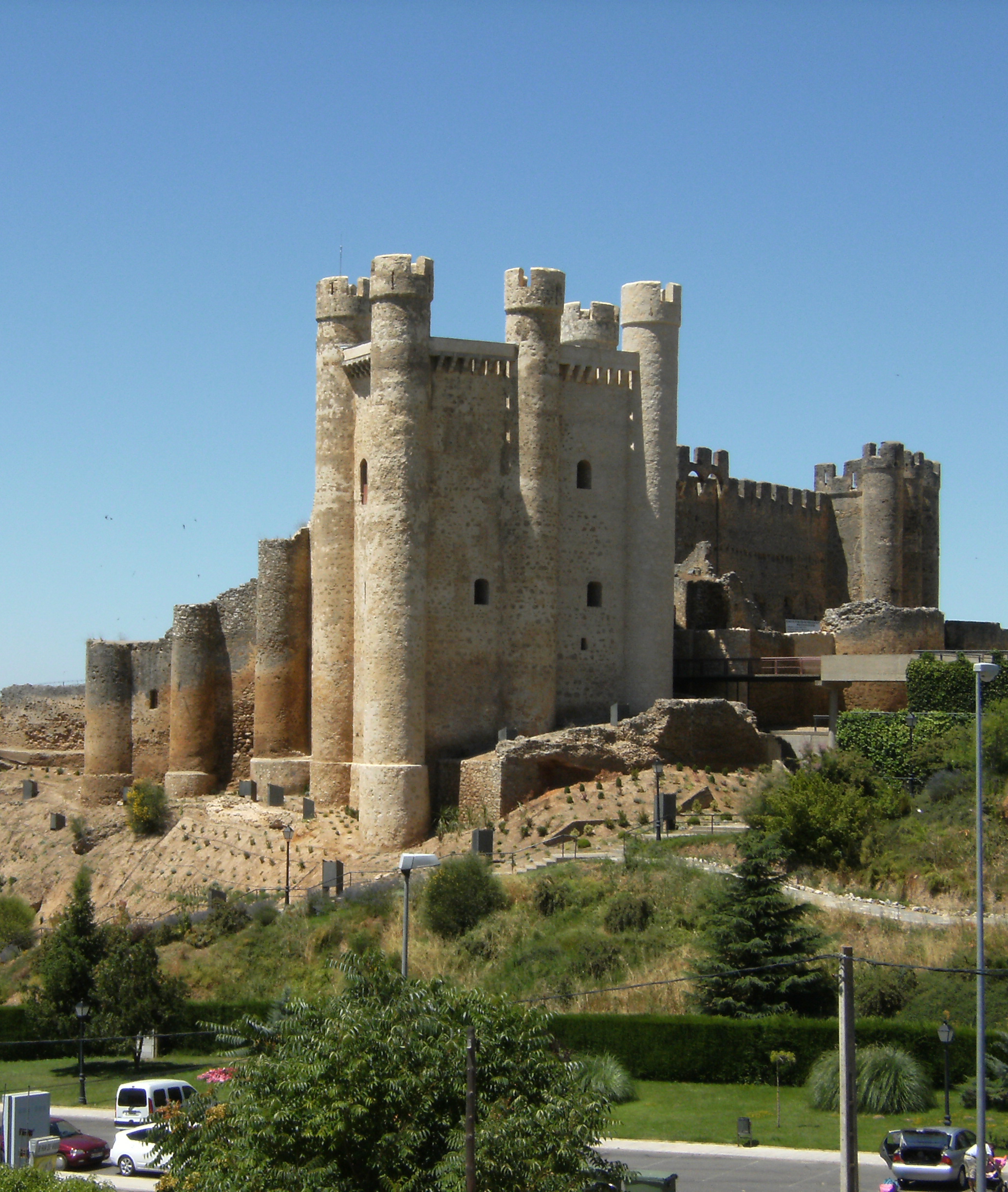
Castillo de Valencia de Don Juan. (Provincia de León).

- También solicitaron al rey los procuradores que respetase los privilegios, cartas, usos o costumbres de algunos lugares de no pagar la fonsadera, que respetase los de aquellas villas o lugares que se regían por el Fuero de Logroño y estaban exentas de acudir al fonsado o de pagar la fonsadera,[82] y también que respetase los fueros, privilegios, usos o costumbres de aquellas villas en las que, cuando se les exigía el pago de la fonsadera, la repartían entre los que acudían a servir al rey, y en caso de que no acudieran, la pagaran aquellos que estuvieran obligados a hacerlo.[60] Además, los procuradores se quejaron al rey de que desde la muerte de su padre, Fernando IV, habían sido quebrantados los privilegios, fueros, usos o costumbres de aquellos lugares que estaban exentos de pagar la fonsadera, y de que dichos lugares habían sido saqueados o prendados para poder pagarla,[60] provocando que la tierra estuviera yerma y no se pudieran pagar al rey los servicios que demandaba, y por todo ello le solicitaron que fueran respetados los privilegios, fueros o costumbres de cada lugar y que fuera registrado en los libros del rey, ya que con ello el territorio se poblaría y no quedaría yermo, lo que redundaría en beneficio del monarca.[60] No obstante, el rey dispuso que respetaría, al igual que se hacía en la época de Alfonso X y Sancho IV, los fueros, privilegios o cartas de merced de las villas y ciudades por las que estuvieran exentos de pagar la fonsadera, pero en los lugares donde no la pagaban por uso o costumbre,[83] deberían acreditar que ya lo hacían así durante los reinados de Alfonso X, Sancho IV, o Fernando IV.[84] Por otra parte, Alfonso XI dispuso que respetaría la merced que su padre otorgó a las ciudades de Palencia, Mayorga y Oviedo, por los numerosos servicios que le habían prestado, en relación con el pago de la fonsadera.[84]Castillo de Valencia de Don Juan. (Provincia de León).
- También solicitaron al rey los procuradores que respetara los fueros, privilegios o cartas que eximían a algunas villas y puertos de mar de no entregar al rey galeras, naves o dinero por ellas, y que en los lugares donde sí estaban obligados a entregarlas al rey, se hiciera como se hacía en la época de los monarcas anteriores,[84] y no se les exigieran servicios u otras contribuciones.[85] No obstante, Alfonso XI dispuso que respetaría los privilegios concedidos por Alfonso X, Sancho IV o Fernando IV, pero que no respetaría los que hubieran sido concedidos durante su minoría de edad o la de su padre.[84]
- Los procuradores se quejaron al rey de que tras la muerte de su padre, Fernando IV, en algunos lugares reclamaban nuevamente el pago del portazgo y que, señaladamente, lo hacían en Dueñas, Villasana de Mena, Roa, Lerma, Villena, Valencia de Don Juan, y en muchos otros lugares, y solicitaron al rey que no fuera reclamado en lo sucesivo para que los habitantes del reino no fueran perjudicados.[81] El rey, por su parte, aprobó la petición y dispuso que todos los portazgos creados desde la muerte de su padre fueran revocados, y que nadie debería reclamarlos en lo sucesivo bajo pena de muerte y de confiscación de todos sus bienes.[81]
- También se quejaron los procuradores de que los oficiales reales reclamaban el pago del tributo de la castellería,[86] y también el pago de rondas, pasajes y guías en numerosos lugares del reino desde que falleció el rey Sancho IV,[87] y solicitaron al monarca que dichos oficiales no los reclamaran , a lo que Alfonso XI accedió.[81]
- Los procuradores también solicitaron al rey que fueran devueltas a los concejos de las villas y ciudades del reino todas las cantidades que, procedentes de las rentas, pechos o derechos reales, habían sido entregadas a dichos concejos por los monarcas anteriores o por la reina María de Molina, ya que dichas cantidades se emplearon en reparar o rehacer puentes, adarves, torres u otras cosas.[56] Y por ellos solicitaron al rey que les fueran devueltas dichas cantidades y que no les fueran reclamadas en lo sucesivo, aunque Alfonso XI dispuso que los concejos deberían mostrarle los documentos pertinentes y que resolvería el pleito como creyera más conveniente.[56]
- También solicitaron los procuradores al rey que no ordenara recaudar en el futuro los diezmos de los puertos, ya que anteriormente los procuradores le habían concedido dichos diezmos, cuya entrega no estaba recogida en los fueros de dichos lugares, por un periodo de tres años, que en 1329 ya había expirado.[46] No obstante, el rey dispuso que discutiría el asunto durante estas Cortes con aquellos individuos a los que concernía el asunto.[46]

### Disposiciones relativas a la administración de justicia

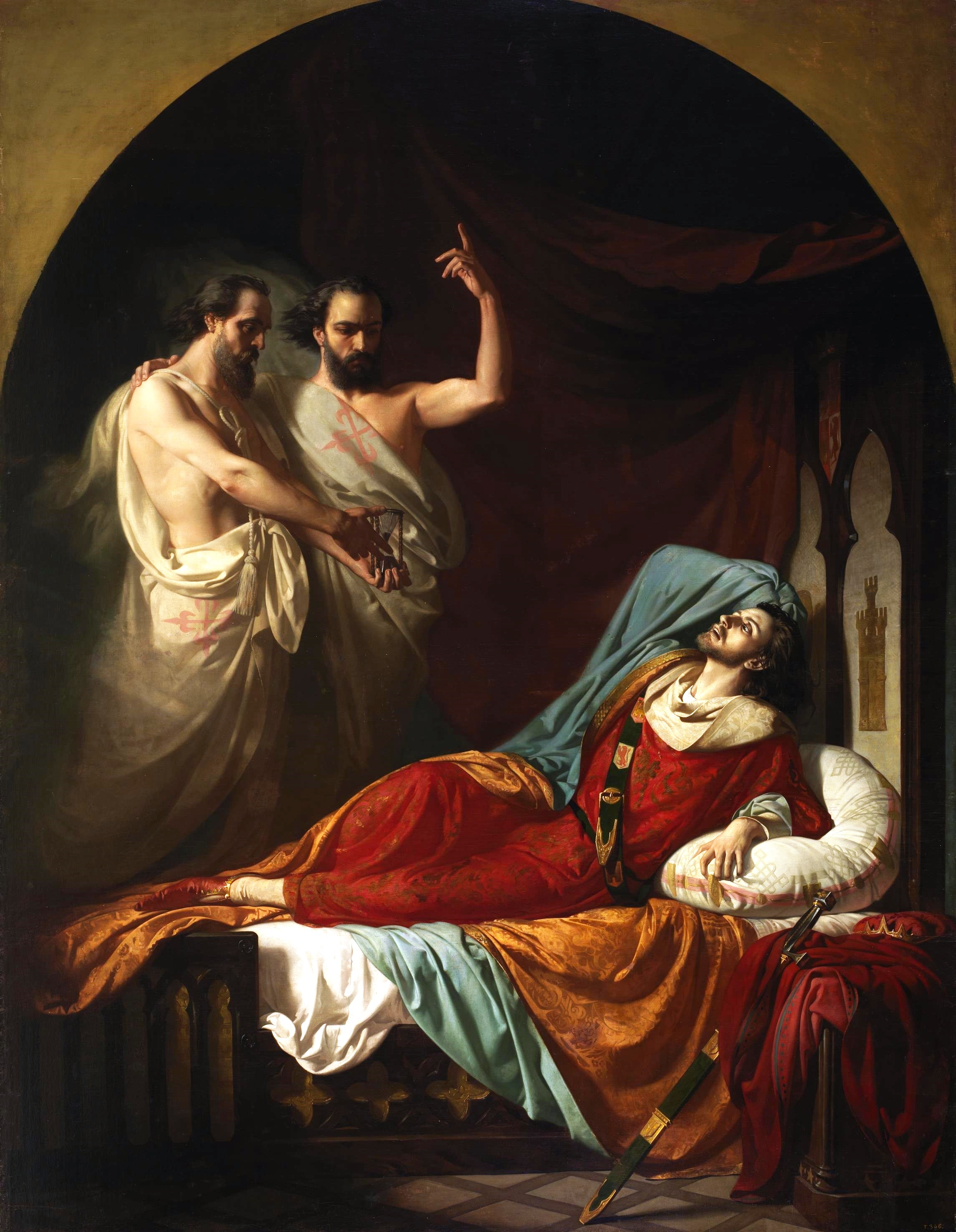
Últimos momentos de Fernando IV el Emplazado. Óleo sobre lienzo de José Casado del Alisal. 1860. (Palacio del Senado de España).

- La reorganización de la administración de la justicia de la Corte fue uno de los principales logros de las Cortes de Madrid de 1329, ya que Alfonso XI se comprometió, a petición de los procuradores, a sentarse dos días a la semana en un lugar público para librar los pleitos o querellas que le presentaran, y dispuso que lo haría acompañado por los alcaldes de la Corte y por los hombres buenos de su consejo y Corte.[88] El rey decretó que los lunes atendería las peticiones y resolvería las querellas, y que los viernes oiría los retos y a los presos.[88] De ese modo, Alfonso XI amplió lo dispuesto por su padre en las Cortes de Valladolid de 1312, ya que en estas últimas Fernando IV de Castilla había dispuesto que únicamente los viernes se sentaría a impartir justicia.[89]
- Alfonso XI se comprometió a recorrer todo el reino, acompañado por los alcaldes de la Corte y por sus oficiales,[52] para conocer en qué estado se hallaba la administración de justicia, los delitos o crímenes que se cometían, e impartir justicia.[2] El rey dispuso además que procuraría que su séquito fuera reducido, a fin de ocasionar los menores gastos o molestias posibles, y afirmó que visitando su territorio serviría a Dios y a sus súbditos y la población del reino aumentaría.[52]
- Los procuradores solicitaron al rey que castigara los crímenes cometidos en la Corte, y que confirmara el ordenamiento que otorgó en Medina del Campo en 1328, asesorado por los miembros del Consejo Real.[90] Por ello, el rey confirmó dicho ordenamiento y decretó que a todos aquellos que robaran o asesinaran en la Corte o en sus inmediaciones les sería aplicada la pena de muerte,[91] fueran nobles o plebeyos.[90][92] Diversos autores señalan que este asunto ya había sido tratado en Las Partidas, y que en vista de que hubo de ser reiterado en estas Cortes, no deberían estar cumpliéndose sus disposiciones al respecto.[92] No obstante, en Las Partidas se dispuso que únicamente serían condenados a muerte los plebeyos que infringiesen esta norma, pero Alfonso XI decretó que los nobles correrían igual suerte y endureció las penas previstas, ya que tanto los robos como los asesinatos en las inmediaciones de la Corte serían castigados con la pena de muerte.[92]
- Los procuradores solicitaron al rey que no nombrara alcaldes, justicias, merinos o jueces que no fueran naturales de las villas o lugares donde ejercerían sus cargos, y que únicamente lo hiciera así cuando lo solicitaran todos los habitantes del lugar, o la mayor parte de los mismos.[81] Y también reclamaron los procuradores que cuando los habitantes de los reinos de Castilla, León, Toledo o de las Extremaduras solicitaran al rey que nombrara a algún individuo para ocupar alguno de los cargos anteriores, dicho individuo fuera vecino y residiera en alguna de las villas del reino en el que desempeñaría su cargo,[93] que en el resto de los reinos y comarcas que integraban la Corona de Castilla se procediera de igual modo, y que perdieran sus cargos todos aquellos individuos que hubieran sido nombrados quebrantando esta petición. No obstante, el rey dispuso que debería cumplirse lo que había ordenado al respecto en las Cortes de Valladolid de 1325.[93]
- Los procuradores solicitaron al monarca que prohibiera el uso de las pesquisas generales en las villas, y que las ya realizadas fueran consideradas nulas.[94] No obstante, y aunque el rey aprobó la petición, dispuso que podrían llevarse a cabo si el concejo de una villa o ciudad lo solicitaba.[94]
- Alfonso XI dispuso, a petición de los procuradores, que los que administraran justicia en su nombre estarían encargados de impedir que continuaran cometiéndose crímenes o saqueos desde los castillos o casas fuertes,[49] y que en los reinos de Castilla, León, Galicia o las Extremaduras deberían actuar contra los propietarios de dichas fortalezas o contra los que las custodiaban en nombre de otros.[49]
- Los procuradores solicitaron al rey que castigara a los nobles que hubieran participado en asonadas o saqueos, debido a los daños y destrucciones que ocasionaban,[95] ya que quemaban o saqueaban todo cuanto hallaban y el territorio quedaba despoblado y yermo.[96] Estos crímenes y violencias, que se produjeron durante los reinados de Fernando IV y Alfonso XI, debido a la inestabilidad política del reino, eran protagonizados por los nobles, que saqueaban y devastaban las tierras de sus enemigos, aunque se tratara de las tierras de realengo, como en el caso del magnate Don Juan Manuel, o de Juan Alfonso de Haro, señor de los Cameros, que siempre estaban en pie de guerra y saqueaban las tierras del rey, pretextando los daños que recibían del monarca.[97] Alfonso XI, por su parte, aprobó la petición y afirmó «que lo mandaré assí guardar».[96]Retrato que se supone representa a Don Juan Manuel, nieto del rey Fernando III de Castilla. (Catedral de Murcia).

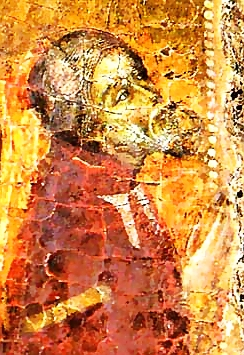
Retrato que se supone representa a Don Juan Manuel, nieto del rey Fernando III de Castilla. (Catedral de Murcia).

- Se instituyó la figura de los alcaldes de los hidalgos, que quedarían sujetos al régimen jurídico de los restantes alcaldes de la Corte tanto en lo concerniente a derechos como a sus obligaciones y responsabilidades.[2] El rey decretó que dichos alcaldes deberían recibir puntualmente sus salarios, a fin de que pudieran administrar justicia correctamente y de que desempeñaran su oficio debidamente y sin codicia,[88] y dispuso además que en caso de que no lo desempeñasen correctamente o de que cobraran cantidades al margen de las establecidas perderían sus cargos y serían expulsados de la Corte por infames y perjuros.[88] Por otra parte, el rey dispuso que cada uno de estos alcaldes sería acompañado por dos escribanos, que se ocuparían de transcribir los pleitos y de librar las cartas foreras y cobrarían lo estipulado por los libramientos y escrituras que hicieran, ya que en caso de que cobraran más de lo que debían o de que no desempeñaran su cargo debidamente serían castigados con las penas previstas en el ordenamiento que el rey otorgó sobre el funcionamiento de la Corte.[88]
- Los procuradores solicitaron al monarca que los alcaldes del rey hicieran jurar a los abogados que tomaran parte en los pleitos librados en la Corte que actuarían con arreglo al derecho, que no tomarían parte en pleitos fraudulentos, y que si intervenían en alguno de ellos deberían abandonarlo.[98] Y Alfonso XI aprobó la petición y dispuso que en caso de que algún abogado tomara parte en un pleito tuerto sería declarado perjuro y expulsado de la Corte, y no podría volver a ejercer la abogacía o cualquier otro oficio honroso en la Corte o en las tierras de realengo.[98] Y el rey dispuso además que los alcaldes de la Corte deberían reunirse en consejo para elegir a los abogados más idóneos para ejercer en la Corte, y que estarían obligados a señalar un plazo para que los abogados perjuros la abandonaran y cumplieran la pena que ellos mismos les impusieran. Y además el rey decretó que los alcaldes de la Corte deberían convocar a los abogados de la misma para aconsejarles con arreglo a la verdad y a los principios cristianos, y que los abogados no podrían revelar a nadie lo que les fuera comunicado en el consejo.[98]
- Alfonso XI dispuso, a petición de los procuradores, que todos los abogados del reino deberían regirse por las normas decretadas en estas Cortes sobre los abogados de la Corte cuando ejercieran sus cargos en las villas o ciudades del reino.[51]
- Los procuradores se quejaron de las numerosas prendas que se realizaban en todo el territorio por hijosdalgo u otros hombres, quienes prendaban por querellas o demandas que tenían contra algún vecino de la villa o lugar donde las hacían, argumentando que los alcaldes del lugar no les hacían justicia, y ocasionaban muchas muertes y daños en todo el reino.[46] Y, por ello, los procuradores solicitaron al rey que ordenara a los alcaldes de las villas u otros lugares que libraran con arreglo al derecho los pleitos o querellas de los forasteros, que en caso de no hacerlo así pagaran doblado al demandante el importe de la misma, que todos aquellos que hicieran prendas de otro modo pagaran al demandante el doble junto con los daños o pérdidas que hubieran sufrido, y que aquellos que no poseyeran bienes para hacer frente a esto último recibieran el castigo previsto para los ladrones.[46] Y el rey, por su parte, dispuso que no deberían hacerse prendas, y que aquellos que las hicieran serían castigados según lo previsto en los ordenamientos otorgados por los reyes Alfonso X, Sancho IV y Fernando IV.[46]

### Disposiciones relativas al alguacil del rey
- Se procedió a la regulación del oficio de alguacil de la Casa del rey, así como de sus competencias y salario, y del buen trato que debería dispensar a los detenidos. El alguacil debería ser idóneo para el cargo, temeroso de Dios y del rey, y desempeñar su oficio debidamente.[98] Las personas que el alguacil apresara por orden de los alcaldes de la Corte, por alguna querella o por haber cometido algún delito, deberían ser conducidas por el alguacil ante los alcaldes de la Corte o ante cualquiera de los mismos antes de ser encarceladas, y el alguacil debería entonces explicar las razones por las que las apresó, y en caso de que dichas personas hubieran sido apresadas de noche y no pudieran ser llevadas ante los alcaldes, deberían ser llevadas al día siguiente ante todos los alcaldes o ante cualquiera de los mismos, a fin de que ellos pudieran juzgarlas.[99] Alfonso XI decretó que su alguacil no debería confiscarles nada a los detenidos, y que si hubiera que confiscar por algún pleito los bienes de alguno de ellos, o parte de los mismos, deberían ser inventariados por un escribano público o de la Corte y entregados para su custodia a los habitantes de la casa del detenido o a algún hombre bueno de la collación donde ocurriera, a fin de que se pudiera disponer de los mismos, en caso necesario, con arreglo al derecho.[100] Además, el rey dispuso que los detenidos no deberían ser maltratados o torturados, y que tampoco se debería cometer cohecho o imponerles tributos excesivos, y que los presos que fueran declarados inocentes por los alcaldes de la Corte deberían ser liberados y recuperarían todos sus bienes.[100] Además, a la hora de apresar o de ejecutar a alguien, y en todas las otras tareas propias de su cargo, el alguacil del rey debería obedecer en todo momento a los alcaldes de la Corte, y el rey ordenó que en caso de que el alguacil o su sustituto quebrantaran alguna de estas disposiciones serían castigados con las penas previstas en las leyes, y que por la primera vez que lo hicieran deberían pagar una multa de cien maravedís de los buenos, por la segunda doscientos, y por la tercera serían despojados de su cargo. Un tercio del importe de dichas sanciones correspondería al procurador encargado de acusar al alguacil, y los tos tercios restantes serían destinados a liberar cautivos.[100] Y Alfonso XI ordenó también que el Justicia mayor del rey debería acompañar a los alcaldes de la Corte cuando juzgaran los pleitos de los prisioneros.[100]Sepulcro del rey Alfonso XI. Iglesia de San Hipólito de Córdoba.

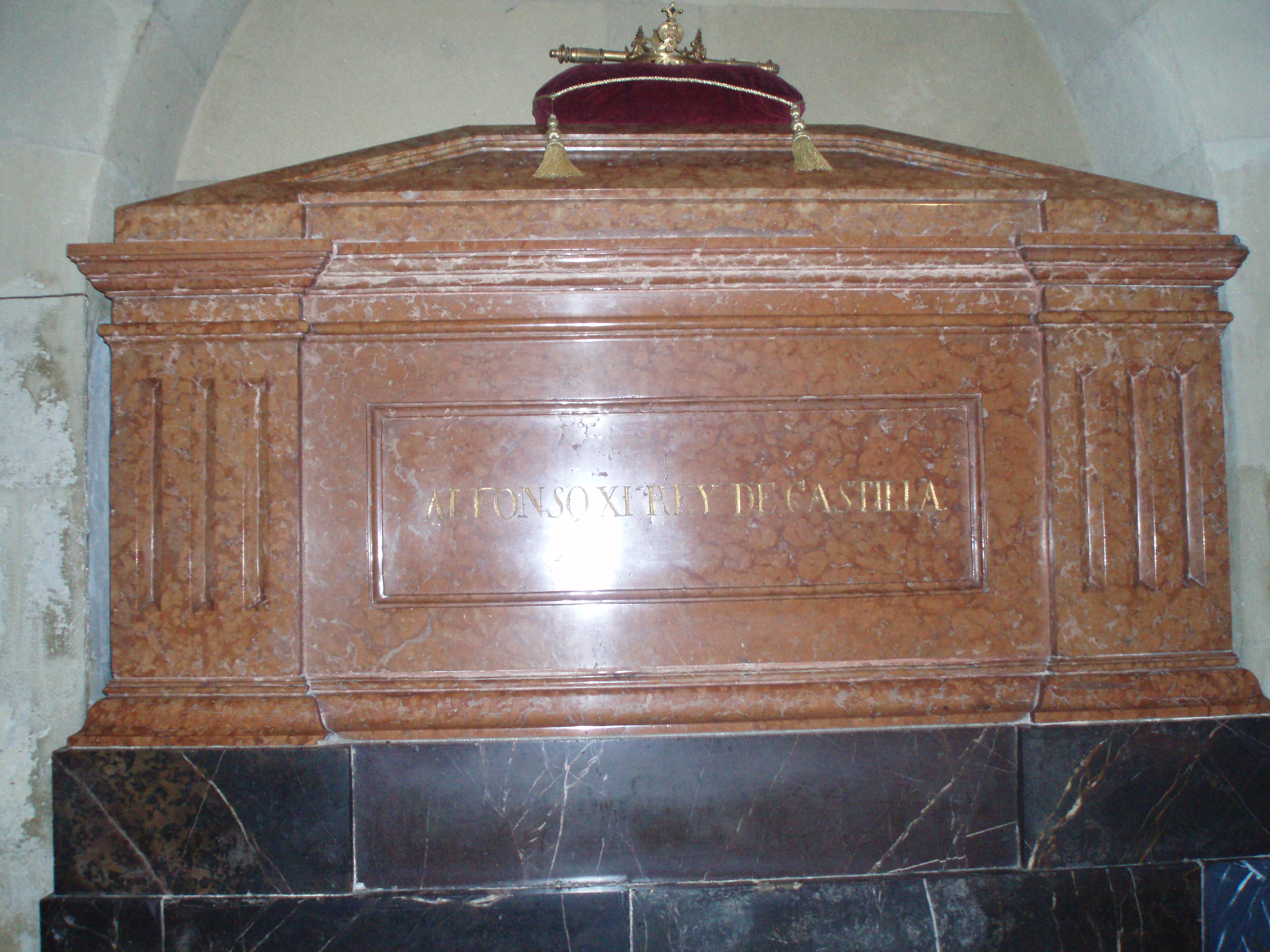
Sepulcro del rey Alfonso XI. Iglesia de San Hipólito de Córdoba.

- El rey dispuso, a petición de los procuradores, que cuando fuera a cualquier villa o lugar del reino su alguacil o su sustituto deberían vigilar de día y de noche para que los habitantes del lugar no sufrieran males o daños en sus casas o campos, y que no deberían permitir que nadie se apoderara de las mercancías que llevaran a dicho lugar para vender o de las que fueran destinadas a algún particular. Además, el alguacil del rey debería impedir las peleas o reyertas y prender y castigar a los bulliciosos y delincuentes para que no causaran daños en la Corte ni en los lugares a los que fuera el rey.[100] Y Alfonso XI decretó además que en caso de que su alguacil quebrantara estas órdenes sería sancionado con una multa de cien maravedís de la buena moneda, y que un tercio del importe de dicha sanción correspondería al procurador encargado de acusar al alguacil, y los tos tercios restantes serían destinados a libertar cautivos.[101]
- Alfonso XI ordenó, y a petición de los procuradores, que su alguacil debería desempeñar su oficio tal y como se hacía en la época de Alfonso X y Sancho IV, no debería descuidar los emplazamientos o los homicidios en los que hubiera de intervenir, y no debería tomar la almotacenía en los lugares adonde el fuera el monarca, sino únicamente en las huestes y según se hacía en la época de Alfonso X y Sancho IV.[101] Además, el rey también dispuso que su alguacil debería arrojar de la Corte los tableros de juego de las tahurerías, ya que el rey Sancho IV había ordenado, debido a los males que ocasionaba, que el alguacil del rey sería castigado con la pena establecida por dicho monarca para los emplazamientos o los homicidios si cobraba el almotacenazgo indebidamente o si permitía la existencia de tableros de juego en la Corte. Y al igual que en las disposiciones anteriores, un tercio del importe de la sanción correspondería al procurador encargado de acusar al alguacil, y los tos tercios restantes serían destinados a libertar cautivos.[101]
- Los procuradores solicitaron al monarca que su alguacil percibiera puntualmente cada año su salario de 18.000 maravedís, y que en caso de que dicho salario resultara insuficiente, el rey lo aumentara para que dicho oficial desempeñara su oficio honradamente. No obstante, Alfonso XI dispuso que su alguacil mayor recibiría el salario establecido, y que comprobaría a cuánto ascendía el sueldo del alguacil menor en la época de Sancho IV, para así poder asignarle su sueldo convenientemente.[101]
- También solicitaron los procuradores al rey que su alguacil o su sustituto no deberían consentir que hubiera robos en el rastro del rey o en los lugares a los que fuera el monarca, y que en caso de que se cometiera alguno el alguacil debería hacerlos reparar o de lo contrario habría de pagar el doble al demandante. Y Alfonso XI aprobó la petición, pero dispuso que el alguacil solamente debería ser castigado si los alcaldes del rey o uno de ellos lo declaraban culpable.[101]

### Disposiciones relativas a los adelantados y merinos

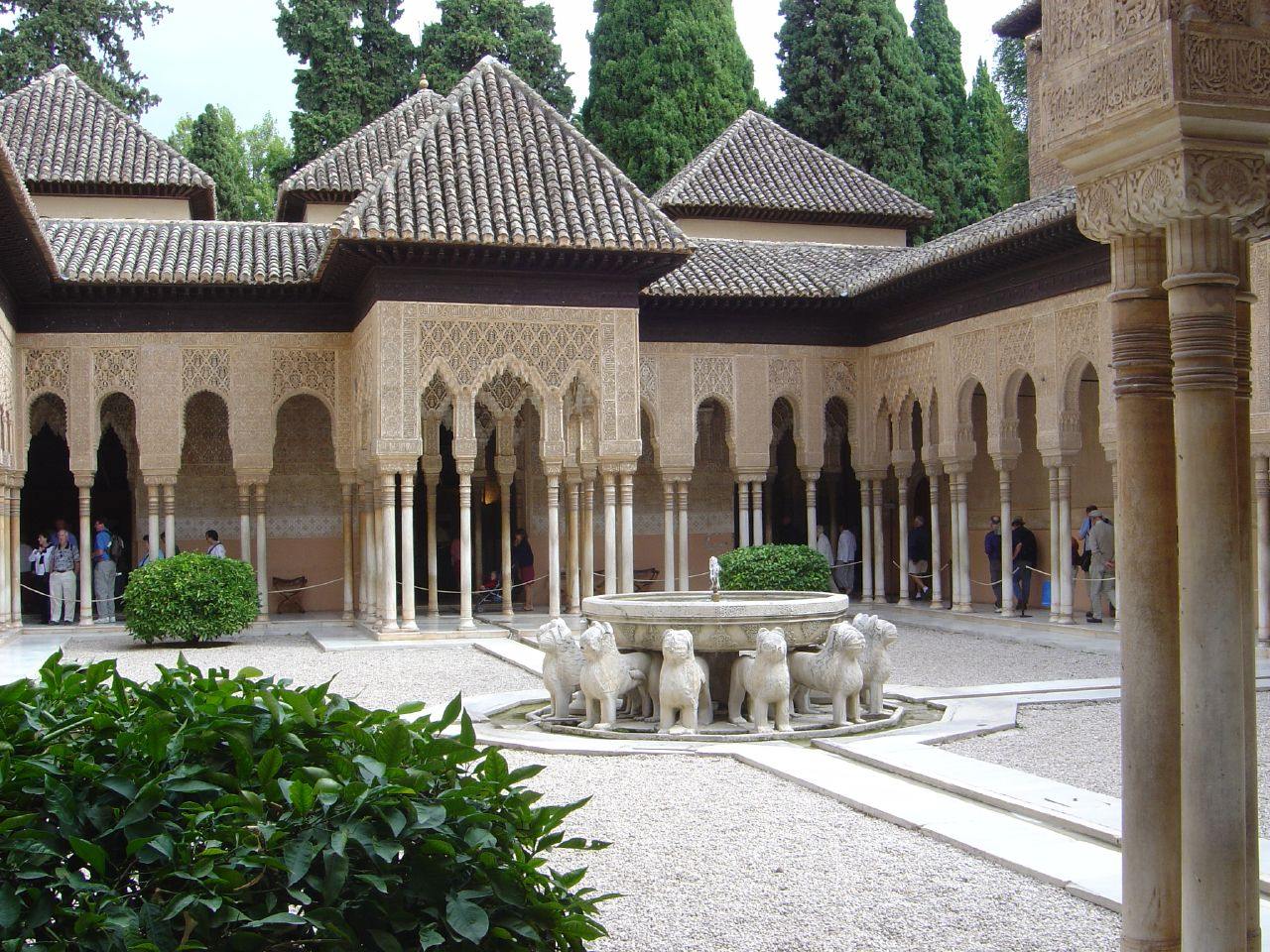
Patio de los Leones en La Alhambra. (Granada).

- Los procuradores solicitaron al rey que nombrara alcaldes hijosdalgo o adelantados para aquellas comarcas en que solía haberlos, y el rey aprobó la petición.[102]
- El adelantado mayor de la frontera de Andalucía debería ser un hombre idóneo para el cargo, servir fielmente al rey, guardar su territorio de males o daños, y desempeñar el cargo por sí mismo y no a través de sustitutos.[102] Además, el adelantado debería ir acompañado por dos alcaldes de la Corte que fueran honrados y dignos de confianza, y que no hubieran sido nombrados a petición del propio adelantado, quien también sería acompañado por escribanos de la Corte.[102] Por otra parte, el adelantado mayor de la frontera no debería, al igual que los merinos, matar, prender, torturar, imponer tributos excesivos, o liberar a persona alguna sin que antes hubiera sido juzgada por los alcaldes de la Corte que les acompañaban, y no podría imponer, o mandar imponer sanciones pecuniarias, ni cometer cohechos u ordenarlos sin que los alcaldes que les acompañaban hubieran juzgado el caso previamente.[102]
- El rey decretó, a petición de los procuradores, que en caso de que el adelantado mayor de la frontera, los merinos mayores, o los alcaldes que les acompañaban, no desempeñaran su oficio correctamente, serían despojados de sus cargos y pagarían doblados los daños que hubieran ocasionado, y que si cometían algún delito que mereciera un castigo corporal serían castigados por el rey con el castigo que merecieran.[103]

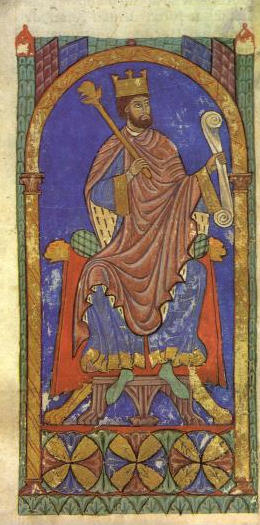
Miniatura que representa al rey Alfonso VII de León. Tumbo A de la catedral de Santiago de Compostela.

- El rey dispuso, a petición de los procuradores, que los merinos mayores no podrían matar, prender, torturar, imponer tributos excesivos, o liberar a persona alguna,[104] sin que antes hubieran sido juzgadas por los alcaldes de la Corte que les acompañaban.[91] Además, los merinos no podrían imponer, o mandar imponer sanciones pecuniarias, ni cometer cohechos u ordenarlos sin que los alcaldes que les acompañaban hubieran juzgado el caso previamente.[104]
- Los merinos mayores de Castilla, León y Galicia deberían ser idóneos para el cargo, servir fielmente al rey, guardar su territorio de males o daños, no arrendar las merindades, y desempeñar sus cargos por sí mismos y no a través de sustitutos.[105] Además, cuando los merinos mayores acudieran a la Corte no deberían delegar sus funciones en otro merino mayor, a menos que fueran en hueste a la frontera,[106] y deberían asegurarse de que durante su ausencia no se cometieran delitos o crímenes en su territorio, y de que la justicia continuara administrándose correctamente.[105]
- Alfonso XI decretó, a petición de los procuradores, que dos alcaldes de la Corte deberían acompañar a los merinos mayores. Dichos alcaldes deberían ser naturales de las villas de realengo y de los reinos donde estuviera la merindad en la que ejercerían su labor, deberían ser hombres honrados y dignos de confianza, y no deberían ser nombrados a petición de los propios merinos.[104] Además, el rey dispuso que los alcaldes deberían jurar que desempeñarían su cargo debidamente, que deberían informarle sobre el modo en que los merinos mayores desempeñaban su oficio, y que si el merino mayor cometía algún mal o delito en su merindad deberían comunicárselo para que los castigara.[104] Por otra parte, el rey ordenó que el merino mayor de Castilla debería ser acompañado por dos alcaldes hijosdalgo y naturales de las villas, según lo establecido en el fuero castellano.[104]Miniatura que representa al rey Alfonso VII de León. Tumbo A de la catedral de Santiago de Compostela.
- El rey dispuso, a petición de los procuradores, que los merinos mayores o los que ocuparan el cargo en su nombre no deberían impartir justicia o actuar en aquellas villas o lugares del reino donde así lo había establecido Alfonso VII de León,[67] u otros monarcas posteriores, mediante privilegios o cartas otorgados a dichos lugares.[67]
- Los procuradores solicitaron al rey que los merinos mayores no tomaran en concepto de yantar más de 150 maravedís al año en los lugares donde por derecho les correspondía hacerlo, y que únicamente lo hicieran cuando ellos en persona fueran a un lugar.[107] Y también solicitaron que no pudieran tomar dicha cantidad de otro modo, que no prendaran a ningún lugar por ella, y que se respetara el privilegio de los lugares donde por fuero, privilegio o costumbre pagaran menos de 150 maravedís en concepto de yantar. No obstante, el rey dispuso que el yantar debería ser pagado según se hacía en la época de su abuelo, Sancho IV.[107]
- El rey decretó, a petición de los procuradores, que los merinos mayores no deberían entregar las fortalezas a su cargo a ningún malhechor, sino que deberían ser confiadas a hombres buenos y dignos de confianza que fueran leales al rey y que se comprometieran a librar su territorio de robos o daños.[107] Y en caso de que cometieran algún delito deberían pagar doblados los daños ocasionados.[107]
- Alfonso XI dispuso que los merinos nombrados por los merinos mayores deberían ser naturales de las comarcas donde ejercerían sus funciones, ser hombres experimentados y dignos de confianza, que estarían obligados a desempeñar su oficio debidamente, y que no deberían ser malhechores o criminales. Por otra parte, el rey dispuso que si los merinos cometían algún delito podrían ser castigados física o monetariamente, y que en caso de que cometieran robos u otra clase de violencias, los merinos mayores que los nombraron deberían pagar doblados los daños ocasionados.[104]
- Los procuradores se quejaron al rey de que los merinos nombrados por los merinos mayores nombraban a su vez a otros merinos que ejercían el cargo en su lugar, de que ello ocasionaba grandes males en las merindades, y de que la justicia no se administraba correctamente en esos lugares.[107] Y por todo ello, solicitaron al rey que los merinos no recibieran más de un maravedí de la buena moneda cuando comenzaran a ejercer su cargo, y que solamente lo hicieran una vez en el transcurso de su mandato, y que si dicho mandato expirara antes de un año, el nuevo merino no debería percibir el maravedí correspondiente hasta que hubiera transcurrido un año.[107] También se quejaron los procuradores de que cuando los merinos ponían jurados en las behetrías o en otros lugares donde debían hacerlo obligatoriamente cada año, recibían de cada uno de los jurados un maravedí de los buenos, y por ello suplicaron al rey que no lo consintiera.[107]
- También se quejaron los procuradores de que los merinos emplazaban judicialmente a las personas y las apresaban sin llevarlas al lugar que actuaba como cabeza de la merindad, donde por derecho deberían ser juzgadas, y de que no las encerraban en las prisiones de las villas donde deberían ser juzgadas por los alcaldes correspondientes, recibiendo por todo ello los habitantes del territorio muchos males y desafueros.[102] Y por todo ello, solicitaron al rey que los presos fueran llevados a los lugares que actuaran como cabezas de las merindades, y el rey aprobó la petición.[102]

### Disposiciones relativas a los notarios y escribanos de las villas y ciudades
- Con respecto a las notarías y escribanías de las ciudades, Alfonso XI dispuso que en aquellas ciudades o villas donde por fuero, privilegio o carta de merced tuvieran costumbre de proveerlas, podrían seguir haciéndolo, y que en los lugares donde las proveían por uso o por costumbre solamente podrían hacerlo en caso de que ya lo hubieran hecho durante los reinados de Alfonso X, Sancho IV o Fernando IV.[108] Y con respecto a los lugares que tenían por costumbre presentar al rey los escribanos y notarios para que él confirmara su nombramiento, Alfonso XI dispuso que solamente lo permitiría si ya lo hacían durante los reinados de Alfonso X o Sancho IV.[109]
- Los procuradores solicitaron al rey que en las villas o ciudades donde el monarca hubiera de nombrar a los notarios o escribanos, estos últimos fueran naturales y moradores de las mismas, y el rey dispuso que nombraría a los que considerase oportuno y creyera más aptos para desempeñar dichos cargos.[109]
- También solicitaron los procuradores al rey que las escribanías concedidas por Fernando IV o por el propio Alfonso XI, que este último había arrebatado, volvieran a ser ocupadas por aquellos que las tenían antes de que Alfonso XI se las arrebatase, y el rey aprobó la petición y dispuso que las devolvería a aquellos que las ocupaban cuando él se las arrebató.[109]
- También solicitaron los procuradores que los escribanos y los notarios desempeñaran sus cargos por sí mismos y no a través de sustitutos, y Alfonso XI aprobó la petición y dispuso que solamente exceptuaría a algunos individuos de la Corte a los que necesitaba.[109]

### Disposiciones relativas al clero

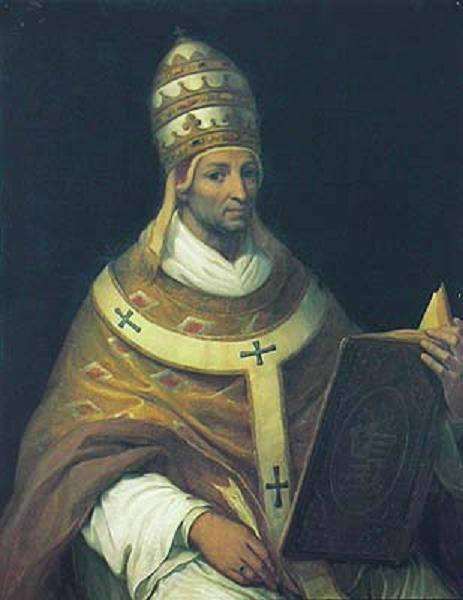
Retrato imaginario del papa Juan XXII.

- Alfonso XI decretó, a petición de los procuradores, que solicitaría al papa Juan XXII que todos los beneficios eclesiásticos, dignidades o canonjías de sus territorios fueran ocupadas por personas naturales de los reinos que integraban la Corona de Castilla, ya que a veces el papa nombraba a extranjeros para que ocuparan esos cargos, ocasionando con ello muchos males al rey y a sus súbditos, pues dichos extranjeros no guardaban lealtad al rey, sacaban del reino grandes sumas de dinero procedente de las rentas eclesiásticas, y revelaban en el extranjero muchos secretos del rey o del Estado.[110] Además, cuando los procuradores del reino presentaron esta solicitud argumentaron que Alfonso XI y sus predecesores en el trono siempre habían defendido a la Iglesia y habían edificado y dotado muchas de ellas en todo su territorio, que esta solicitud beneficiaría enormemente al rey y a su territorio, y que en otros reinos ya se aplicaba esta medida con el beneplácito del papa.[111]
- Los procuradores solicitaron al rey que revocara las cartas que entregó a aquellos que hubieran sido excomulgados más de treinta días para que pagaran 600 maravedís de multa u otras penas menores, y que revocara también la orden de que aquellos que hubieran sido excomulgados un año y un día quedaran a merced del rey y perdieran todos sus bienes, ya que por esa razón y por obtener el dinero de la sanción, los clérigos excomulgaban a muchas personas maliciosamiente, como señala el ordenamiento de estas Cortes, y no tenían reparo en hacer cumplir las otras penas previstas en las leyes contra los excomulgados.[94] No obstante, el rey suprimió la pena de 60 maravedís que debían pagar por cada día los que hubieran sido excomulgados más de treinta días, pero, para que sus súbditos temieran la excomunión y en bien de sus almas, dispuso que los que fueran excomulgados treinta días estarían obligados a pagarle cien maravedís, y en caso de que quisieran continuar excomulgados o lo estuvieran durante un año, al finalizar éste habrían de pagarle una multa de mil maravedís y sus personas quedarían a su merced, y si dichas personas continuaban excomulgadas durante más de un año, pagarían al rey por cada día que lo estuvieran una multa de 60 maravedís.[94] Esta disposición sería aplicada a todos los excomulgados desde que la sentencia de excomunión fuera publicada y denunciada, los excomulgados no deberían apelar la sentencia, y si lo hacían estarían obligados a no continuarla.[94]
- Alfonso XI dispuso, a petición de los procuradores, que ningún clérigo que hubiera recibido las órdenes o cualquier otro religioso pudiera ser alcalde o abogado en su Corte, o defender a los acusados en los pleitos que libraran los alcaldes del rey, a excepción de aquellos en los que por derecho fuera obligatorio.[98]
- Los procuradores solicitaron al rey que los legos que emplazaran o citaran a otro lego ante los jueces de la Iglesia para tratar de asuntos que correspondían a la jurisdicción del rey, o los que hicieran o mandaran hacer obligaciones bajo la autoridad eclesiástica fueran sancionados cada vez que lo hicieran con cien maravedís de multa de la buena moneda, que el dinero de la sanción fuera destinado al mantenimiento de la cerca de la villa donde ocurriera, que los oficiales del rey prendaran lo necesario hasta que la multa fuera abonada, y que la obligación suscrita careciera de validez legal.[112] Por su parte, el rey respondió que nadie debería otorgar documentos avalados por la Iglesia, que cualquiera que lo hiciera debería ser castigado con la pena indicada anteriormente, y que el escribano que redactara el documento perdería su oficio.[112]
- También solicitaron los procuradores al rey que aquellos clérigos a los que el monarca había otorgado autoridad y nombrado escribanos pudieran dar fe pública judicial en todos los reinos, pero que los clérigos que fueran escribanos públicos «assi en especial commo en general», es decir, tanto en especial como en general, no pudieran darla ni otorgar escrituras, y que las ya otorgadas por ellos fueran revocadas, ya que en caso de no hacerlo así menguaría la justicia, el derecho, y la jurisdicción real,[112] y Alfonso XI aprobó la petición y dispuso que los clérigos que fueran escribanos públicos «assi en especial commo en general» no podrían dar fe pública a los documentos, ni otorgar escrituras relativas a los legos o a la jurisdicción temporal.[112]
- Los procuradores se quejaron al rey de que había muchos clérigos y legos que se llamaban a sí mismos escribanos públicos por autoridad imperial, menguándose con ello la libertad en las tierras de realengo,[113] y solicitaron que esos religiosos no pudieran desempeñar esos oficios y que en caso de que lo hicieran fueran castigados física y monetariamente, y el rey dispuso que a tales notarios se les confiscarían sus bienes y serían expulsados del reino si continuaban ejerciendo.[94]

### Disposiciones relativas a los judíos y musulmanes
La hostilidad hacia los judíos aumentó en las Cortes de Madrid de 1329, y los procuradores protestaron contra los intereses prestatarios y las riquezas conseguidas por los judíos, y solicitaron al rey que perdonara la mitad de las deudas de años anteriores y cuyos plazos hubieran expirado, y también la mitad de las deudas cuyos plazos aún no habían finalizado, pero el rey defendió parcialmente los intereses de los prestamistas judíos y dispuso que únicamente perdonaría la cuarta parte de las deudas. Además, Alfonso XI dispuso las siguientes medidas en relación con los judíos y musulmanes:

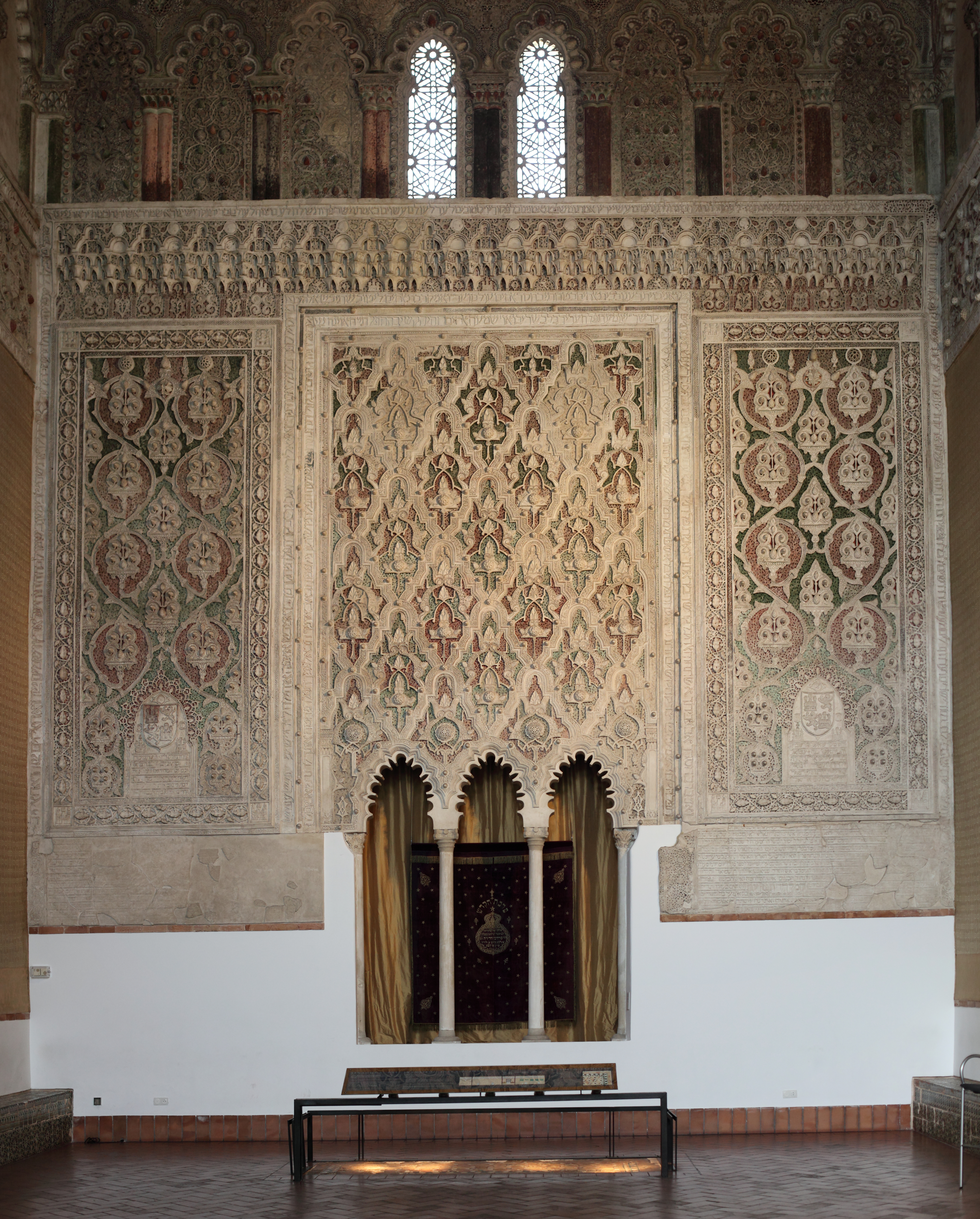
La Gran Sala de Oración de la Sinagoga del Tránsito. (Toledo).

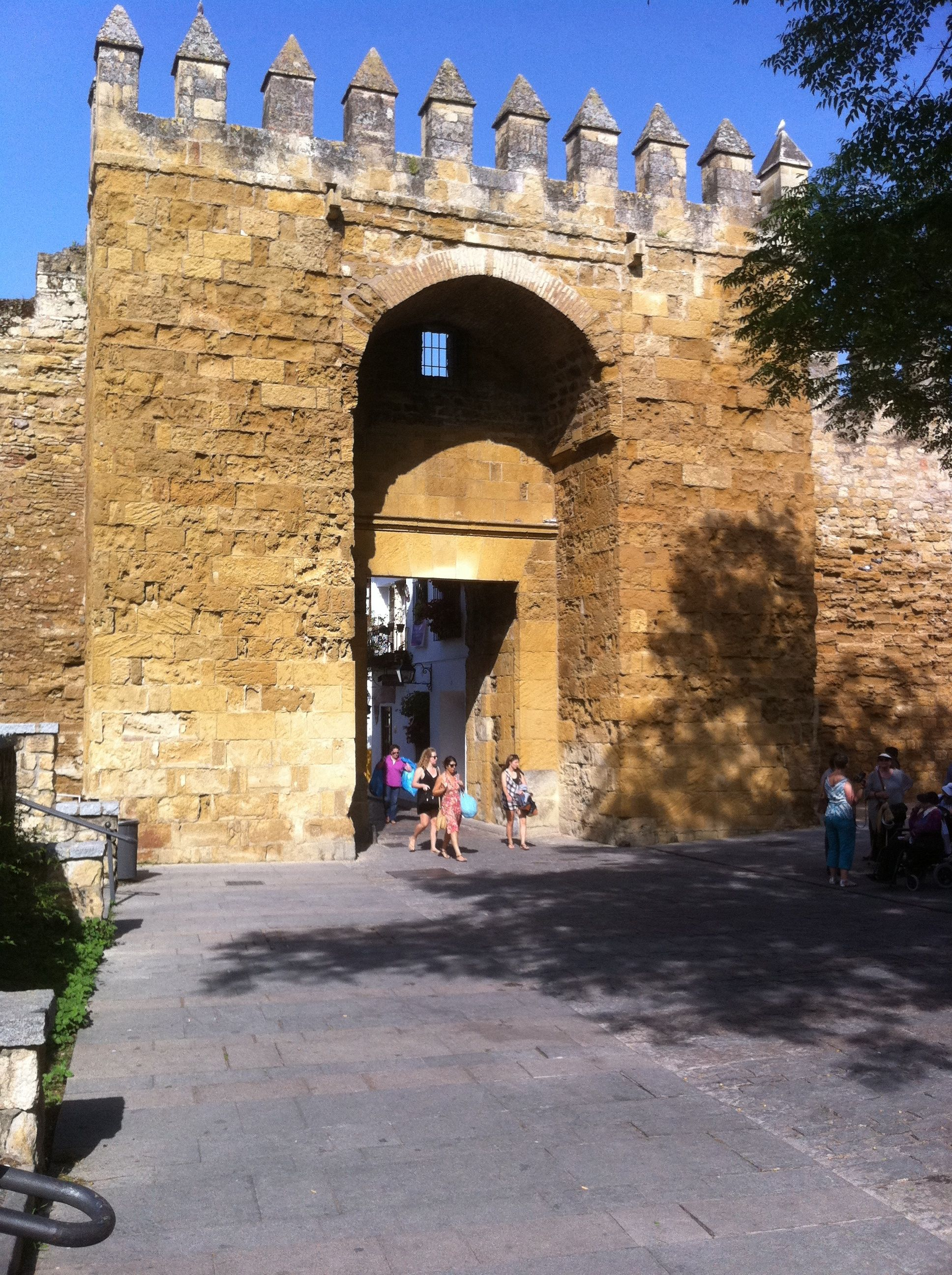
Puerta de Almodóvar. (Córdoba).

- Alfonso XI dispuso, a petición de los procuradores, que los judíos no podrían tener heredades en las tierras de realengo, a excepción de las casas en las que habitasen, según lo dispuesto por los reyes Alfonso X y Sancho IV.[112]
- Los judíos y musulmanes disfrutaban de privilegios y cartas en los que se disponía que el testimonio de un cristiano no les causaría daño o perjuicio alguno, sino solamente el prestado por un judío o un musulmán, pero los procuradores solicitaron al rey que esto fuera así únicamente en las cartas y en los contratos de las deudas,[116] que no fuera permitido en los pleitos civiles o criminales que debían ser llevados a juicio, y que en estos últimos únicamente tuviera validez el testimonio de dos hombres buenos cristianos de buena fama, y que esta medida se aplicara tanto en los delitos que aún no habían sido juzgados como en los futuros.[117] No obstante, Alfonso XI dispuso que deberían cumplirse las disposiciones de los monarcas anteriores y las que él mismo había establecido desde que alcanzó la mayoría de edad, en 1325.[117]
- También solicitaron los procuradores al rey que el pago de las deudas entre los cristianos y los prestamistas judíos o musulmanes se realizara según lo establecido en los fueros, privilegios, cartas, o usos y costumbres de cada lugar.[109] No obstante, Alfonso XI permitió que continuara haciéndose así en las villas o ciudades donde por fuero, privilegio o carta de merced estuviera establecido, pero que en los lugares donde estuviera establecido únicamente por uso o por costumbre solamente podrían hacerlo si ya lo hacían en la época de Alfonso X, Sancho IV o Fernando IV.[118]
- En el ordenamiento otorgado expresamente al concejo de Niebla, el rey dispuso, para responder a la petición de que se prohibiera a los cristianos practicar la usura, que haría lo que entendiere según derecho.[80]
- Los procuradores solicitaron al monarca que no permitiera la presencia de los judíos o los musulmanes en la Casa del rey o en la de la reina y que no desempeñaran ningún cargo en las mismas ni en todo el reino, y que no fueran privados, arrendadores, cogedores, recaudadores o pesquisidores de los pechos y derechos del rey.[48] Y también solicitaron que los arrendadores, cogedores, recaudadores o pesquisidores fueran caballeros u hombres buenos de las villas y ciudades y habitantes de las mismas, ya que el territorio se encontraba yermo y estragado por las privanzas y las recaudaciones realizadas por los judíos hasta entonces.[119] No obstante, Alfonso XI dispuso que aprobaba la petición de que los judíos o musulmanes no fueran recaudadores, pesquisidores o cogedores de los pechos y derechos reales en todo su territorio, excepto en aquellos lugares que lo solicitaran, pero dispuso que examinaría las restantes peticiones y que dispondría lo que considerase más conveniente para su servicio.[53]
- También solicitaron al rey los procuradores que cuando se produjeran asesinatos o lesiones entre cristianos de un lado y judíos o musulmanes de otro, el pleito fuera librado por los alcaldes, los jurados, o por aquellos que hubieran de librarlos con arreglo a los fueros de la villa o lugar donde ocurriera,[120] pero el rey dispuso que deberían morir los que mataran a alguien en los lugares donde el fuero así lo establecía, y que en el resto de los lugares deberían cumplirse las disposiciones sobre el asunto que otorgaron los monarcas anteriores.[112]Interior de la Mezquita-catedral de Córdoba.

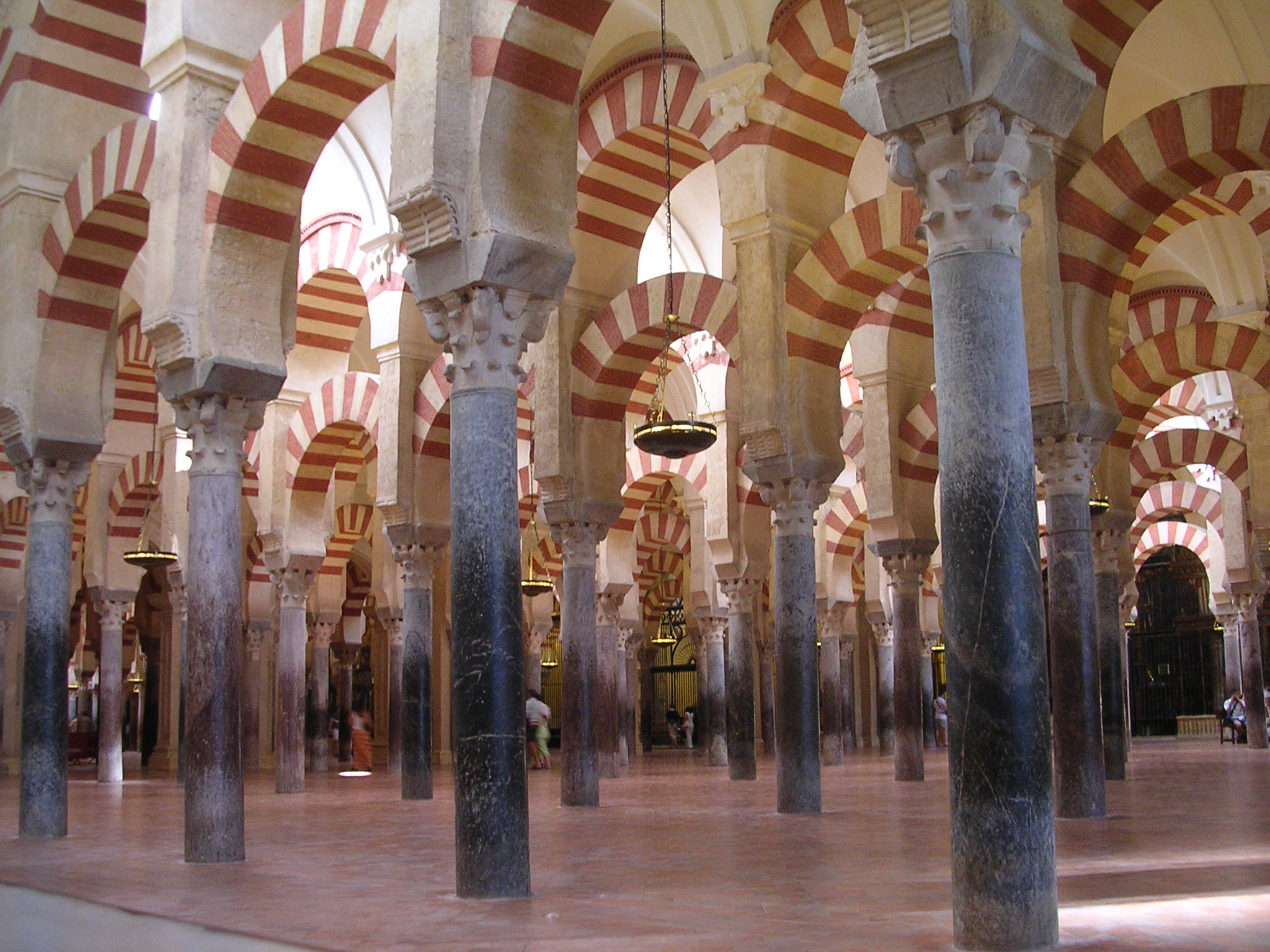
Interior de la Mezquita-catedral de Córdoba.

- Al igual que en las Cortes de Valladolid de 1322, se decretó que los préstamos deberían realizarse ante un escribano público, a fin de impedir unos tipos de préstamo ilegales que consistían en que a veces los judíos engañaban a los cristianos haciédoles firmar, sin que hubiera testigos presentes, cartas de préstamo donde se estipulaban intereses inferiores a los que realmente se acordaban,[115] o bien que en la carta de préstamo apareciera una cantidad superior a la que realmente se había prestado y que la diferencia entre lo prestado y la cantidad obligada a devolver fueran los intereses que cobraría el prestamista.[115] Por todo ello, los procuradores solicitaron al monarca, ya que la tierra se encontraba pobre y estragada, que perdonara a los cristianos la mitad de las deudas que hubieran contraído con los prestamistas judíos, incluyendo a aquellas cuyos plazos hubieran expirado o las que aún no lo hubieran hecho, y que la mitad de la deuda que deberían pagar fuera satisfecha en un plazo de tres años, pagando cada año un tercio de la misma, y que al finalizar el pago los judíos entregaran a los deudores cristianos las cartas de deuda correspondientes.[121] No obstante, Alfonso XI se opuso a ello y dispuso que fuera condonada únicamente la cuarta parte de las deudas, que se pagaran como estaba estipulado en las cartas de préstamo,[122] y que el primer tercio de las deudas debería pagarse el próximo Día de Navidad, el segundo tercio en la Cincuesma, y el último en la festividad de San Miguel de septiembre, y que mientras tanto los judíos no deberían cobrar las deudas.[123] Y el rey decretó también que a las futuras cartas de deuda también se les descontaría la cuarta parte, aunque deberían ser pagadas en las fechas establecidas en las cartas.[123]
- Cuando Alfonso XI alcanzó la mayoría de edad concedió a algunas villas y lugares y a algunas personas señaladas, según consta en el ordenamiento de las Cortes, un plazo especial para pagar las deudas que tenían con los prestamistas judíos, y el rey decretó en estas Cortes que las ganancias que los judíos habrían podido ganar durante ese tiempo no deberían ser incluidas a la hora de pagar el préstamo,[123] y que en la deducción de la cuarta parte de la deuda se tuviera en cuenta el capital prestado y los intereses estipulados antes de que el monarca les concediera una prórroga para que pudieran hacer frente a los pagos.[123]
- En relación con los pactos o acuerdos sobre el pago de las deudas que algunas villas, ciudades o lugares habían establecido con los prestamistas judíos, el rey dispuso que aquellos que quisieran acogerse a dichos convenios podrían hacerlo, y que a los que no lo desearan y quisieran regirse por los ordenamientos que regulaban estos asuntos, se les perdonara la cuarta parte de sus deudas, y que el tiempo de la espera fuera contado desde que se alcanzó el acuerdo y no fuera inferior al plazo de espera otorgado por el monarca.[124]
- Además, el rey dispuso que en caso de que un deudor cristiano consiguiera demostrar, valiéndose del testimonio de un cristiano o un judío o de un documento fiable, que había pagado totalmente la deuda o parte de la misma, debería ser tenido en cuenta, y a la cantidad que aún debían pagar debería deducírsele la cuarta parte, al igual que en las disposiciones anteriores.[124] No obstante, los deudores cristianos estarían obligados a pagar sus deudas, ya que en caso de no hacerlo los deudores serían obligados a abonar la tercera parte de las mismas en el plazo correspondiente por los entregadores del rey y por los alcaldes encargados de hacer las entregas de las deudas que los cristianos debían a los judíos.[124]
- En relación con las cartas de deuda, el rey decretó que si un judío declarara que dicha carta se refería a una venta o a un préstamo y que había sido entregado sin usura y la carta lo confirmara, y el cristiano por su parte manifestara que fue entregado a usura,[124] no habría prórrogas para satisfacer la deuda y esta no sería reducida si el judío demostraba, apoyado por el testimonio de hombres buenos cristianos y de buena fama, que el préstamo había sido entregado sin usura.[124]Puerta de Almodóvar. (Córdoba).
- Alfonso XI dispuso, a petición de los procuradores, que en las cartas de deuda entre los cristianos y los judíos que los escribanos debían hacer, fueran redactadas en lo sucesivo por escribanos públicos y que en ellas fueran consignados los testimonios pertinentes, ya que los procuradores se habían quejado al rey de los fraudes cometidos por los prestamistas.[124] Además, los escribanos públicos deberían comprobar que el prestamista judío entregaba al deudor cristiano la suma indicada en la carta de deuda, y que los préstamos se realizaran a razón de tres por cuatro al año, como estaba establecido en los fueros y ordenamientos de los monarcas anteriores, y cualquier escribano que incumpliera estas normas sería sancionado con una multa de 100 maravedís de la buena moneda por cada carta fraudulenta que redactara, siendo dicha suma destinada al mantenimiento de la cerca de la villa donde ocurriera. Además, y por disposición del rey, la carta fraudulenta no tendría validez y el prestamista judío perdería la cantidad que hubiera prestado si lo hacía indebidamente.[124]
- También solicitaron los procuradores al rey que anulara las cartas o privilegios que había concedido a los judíos desde que alcanzó la mayoría de edad,[125] y que atentaban contra los ordenamientos de los monarcas anteriores y contra los que el propio Alfonso XI había otorgado sobre las deudas y las alzadas. Y también solicitaron que, una vez transcurridos seis años, las cartas de deuda entre cristianos y judíos no tuvieran validez y el prestamista perdiera la cantidad prestada, como ordenaba el derecho y según se hacía en la época de Alfonso X, Sancho IV y Fernando IV,[117] y que en lo sucesivo los asuntos entre cristianos, judíos y musulmanes se resolvieran basándose en los ordenamientos de monarcas anteriores y en los fueros, privilegios, cartas y usos o costumbres.[117] No obstante, el rey decretó que anularía las cartas o privilegios que atentaran contra los ordenamientos y privilegios otorgados a los judíos por los monarcas anteriores, pero confirmó todos aquellos que él mismo había otorgado y que no atentaban contra ellos, y diversos autores señalan que, «con esta astuta respuesta», el rey satisfacía las exigencias de los procuradores y, al mismo tiempo, protegía a sus súbditos judíos.[126]
- Alfonso XI se comprometió a respetar el privilegio de los seis años que los monarcas anteriores habían otorgado sobre las deudas, y que consistía en que pasado ese plazo las deudas serían canceladas.[117] Y con respecto a la merced de los diez años, sobre el mismo tema, que el monarca había decretado en las Cortes de Valladolid de 1325 por los embargos que sufrieron sus súbditos, el monarca dispuso que sería válida en aquellas deudas contraídas antes de que el alcanzara la edad en que ya habían transcurrido los seis años, y también confirmó el privilegio de los treinta años que tenían los judíos de la ciudad de Toledo en relación con este asunto.[117]